# Kloster Oelinghausen

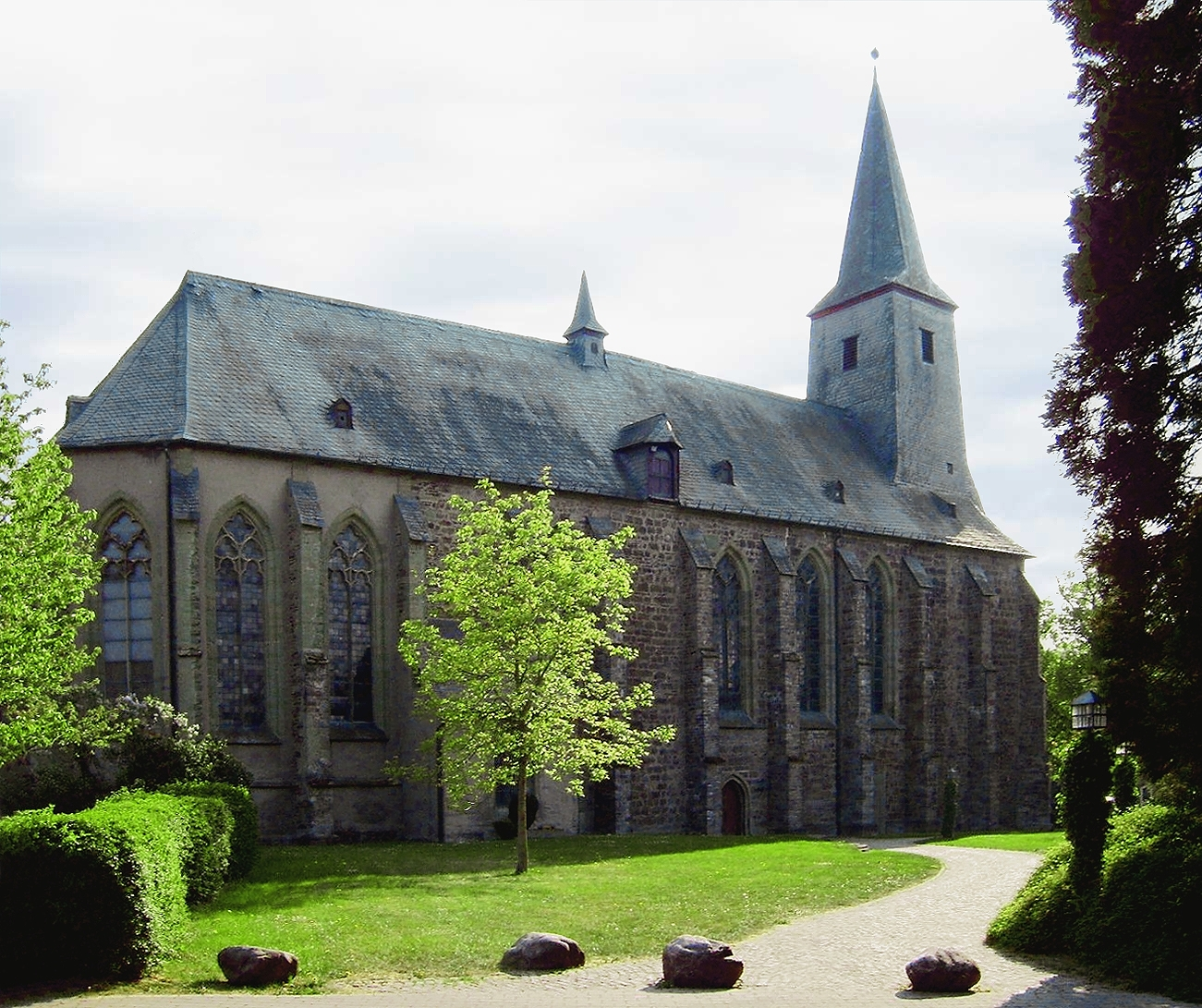
Ehemalige Klosterkirche

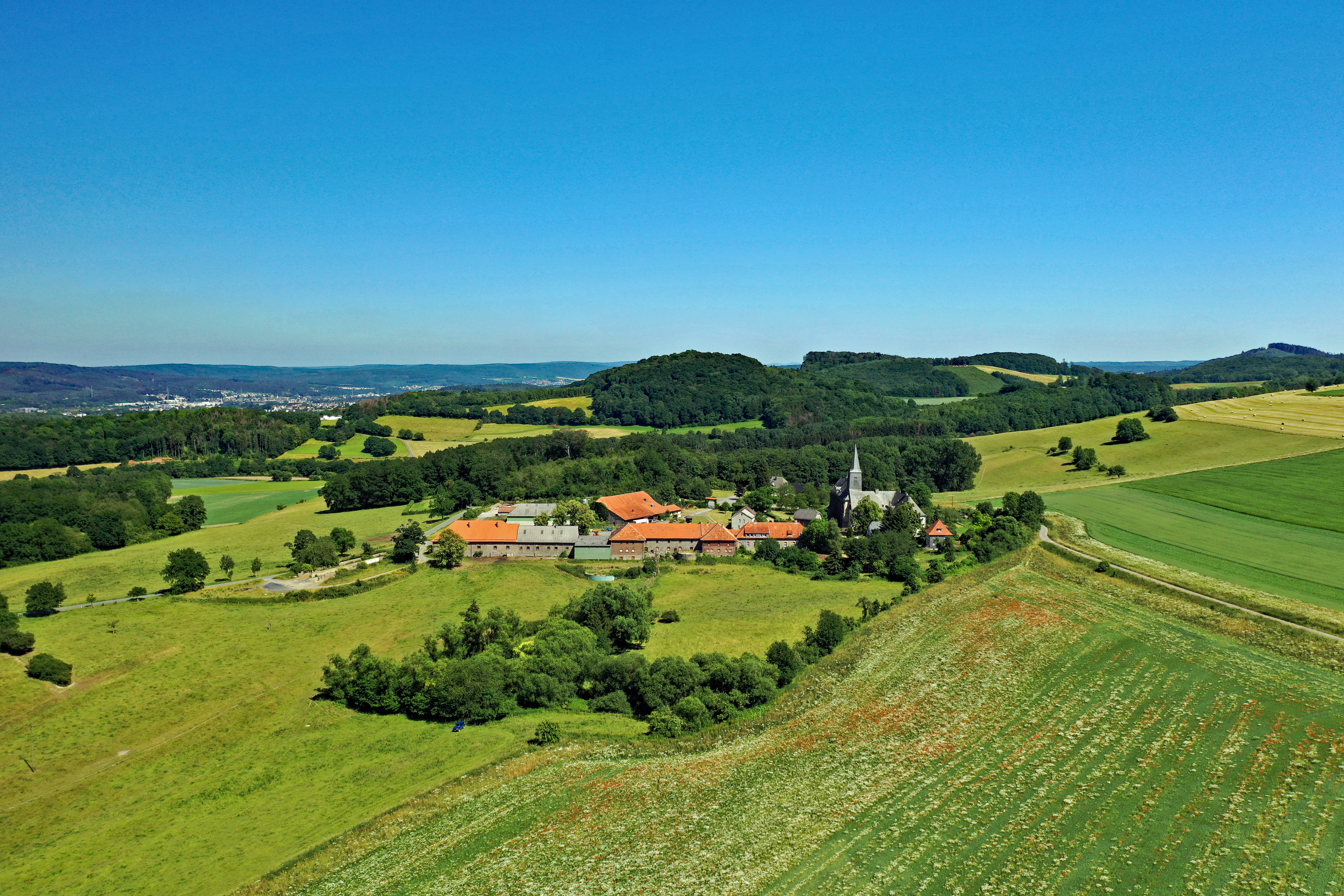
Luftbild

Das Kloster Oelinghausen im Arnsberger Ortsteil Holzen wurde um 1174 zunächst als Doppelkloster gegründet, ehe es sich zu einem reinen Prämonstratenserinnenkloster entwickelte. Im 17. Jahrhundert erfolgte die Umwandlung in ein weltliches Damenstift, ehe es nach einigen Jahrzehnten erneut zum Prämonstratenserorden kam. Das Kloster wurde im Zuge der Säkularisation im Jahr 1804 aufgehoben.
Die den hll. Petrus und der Maria geweihte Klosterkirche ist seitdem Pfarrkirche. Die weitgehend gotische Kirche stammt im Wesentlichen aus dem 14. Jahrhundert. Der Innenraum wurde im 18. Jahrhundert einheitlich im barocken Stil umgestaltet. Zu den bemerkenswerten Ausstattungsstücken gehören die sogenannte Kölsche Madonna aus den ersten Jahrzehnten des 13. Jahrhunderts sowie die Orgel, die in Teilen noch aus dem 16. Jahrhundert stammt.
Seit 1992 wird das restaurierte Klostergebäude von Schwestern der hl. Maria Magdalena Postel bewohnt. Seit einigen Jahren besteht ein Klostergartenmuseum. Das Kloster und der zugehörige Gutshof liegen in einem überwiegend land- und forstwirtschaftlich genutzten Gebiet deutlich entfernt von den nächsten geschlossenen Ortschaften Herdringen und Holzen. Das Kloster liegt im Landschaftsschutzgebiet Oelinghausen.

## Historische Entwicklung

### Gründungszeit

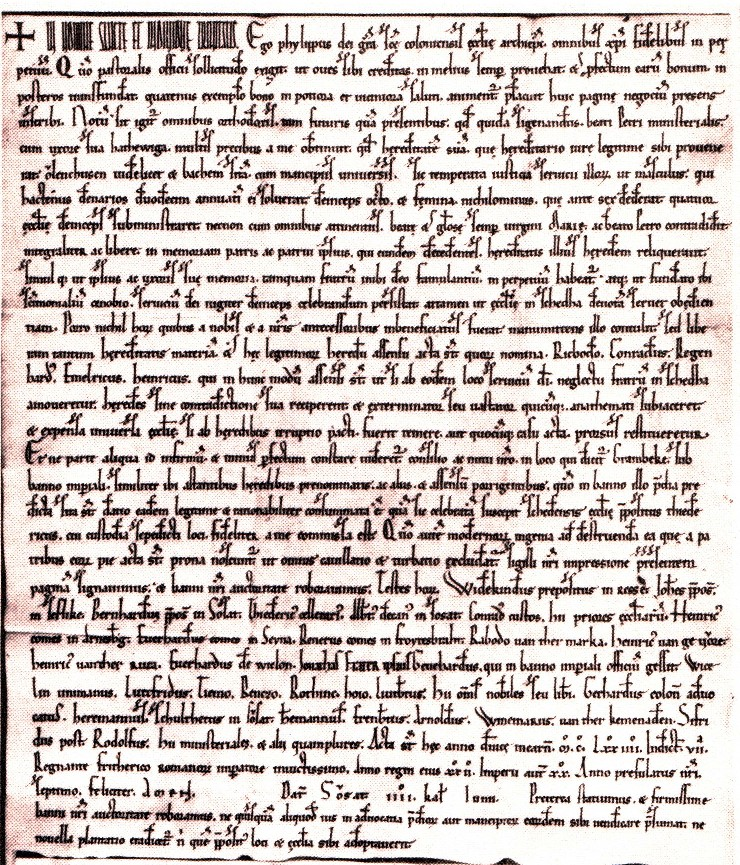
Gründungsurkunde von 1174 ausgestellt von Erzbischof Philipp von Heinsberg

Gestiftet wurde das Kloster 1174 nach der bislang gängigen Darstellung von Siegenand von Basthusen, einem Ministerialen in Diensten des Kölner Erzbischofs, und seiner Frau Hathewigis. Dazu übertrugen die Stifter dem Kloster Güter in Oelinghausen und Bachum. Einige Jahre später bedachte der Gründer das Kloster erneut und übertrug die Vogtei des Klosters einem Grafen Reiner von Freusburg. Nach seinem Tod wurde der Stifter in der Klosterkirche beigesetzt.
An dieser Darstellung der Gründungsgeschichte meldete der Archivar und Historiker Manfred Wolf jüngst Zweifel an. Demnach seien die von Siegenand von Basthusen gestifteten Güter zu klein gewesen, um eine Klostergemeinschaft zu erhalten. Folgt man Wolf, handelte es sich lediglich um eine Zustiftung. Die eigentliche Gründung müsste danach vorher in einer Zeit zwischen 1152 und 1174 stattgefunden haben. Als Grundausstattung nimmt Wolf den Oberhof Oelinghausen an, der unter anderem über die Grafen von Northeim an Heinrich den Löwen gekommen war und den dieser dem Kloster Scheda übereignete. Scheda habe danach Oelinghausen als Tochterkloster gegründet. Dabei lebten zunächst nur männliche Ordensangehörige in Oelinghausen, bis später auch Nonnen hinzu kamen.
Auch dies widerspricht der bisher gängigen Darstellung, nach der zunächst Frauen in Oelinghausen lebten, bis sich ein Doppelkloster herausbildete. Dabei lebten Chorherren und -frauen räumlich getrennt in einem Gebäudekomplex zusammen. Nach der Historikerin Edeltraud Klueting sei Oelinghausen anfangs eine Einrichtung für Frauen gewesen, für die das Kloster Scheda bei Wickede die seelsorgerische Betreuung übernahm. Erst nach einer gewissen Konsolidierungsphase lässt sich in den Quellen der Nachweis für einen Doppelkonvent greifen. Diese Lebensform war für die frühe Ordensgeschichte nicht ungewöhnlich, bis das Generalkapitel des Prämonstratenserordens 1188 die Trennung von Männer- und Frauenklöstern beschloss. Unklar ist jedoch, wann in Oelinghausen und anderen Klöstern die Einrichtung als Doppelkloster endete, in Oelinghausen nicht vor dem frühen 13. Jahrhundert. Nachweisbar ist sie noch für 1194, aber auch 1238 ist noch von „fratrum et sororum“ die Rede.
Oelinghausen war nicht unabhängig, sondern unterstand anfangs dem Abt des Klosters Scheda und ab 1228 der Paternität des Klosters Wedinghausen bei Arnsberg. Im Gegensatz zum Kloster Rumbeck konnte es die freie Wahl des Propstes bewahren. Klueting vermutet, dass der Wechsel der Paternität mit dem Ende des Doppelklostercharakters einherging. Aber statt eines klaren Bruches hat es wohl eine Übergangszeit gegeben, die bis ins vierte Jahrzehnt des 13. Jahrhunderts andauerte.

### Bedeutungsgewinn und Aufschwung
Das Kloster wurde durch die Kölner Erzbischöfe gefördert. Philipp von Heinsberg bestätigte 1174 die Gründung, befreite es 1179 von der Zugehörigkeit zur Pfarrei Hüsten und schenkte ihm einen Zehnten. Adolf I. befreite es nach 1194 von der Archidiakonatsgerichtsbarkeit. Er schenkte dem Kloster zudem einen Wald und bestätigte die bisherigen Rechte und Besitzungen. Bruno IV. befreite es 1208 von der Vogtei durch Adelsfamilien. Engelbert von Berg stiftete das Gnadenbild der thronenden Madonna. Auch vermittelte er dem Kloster wohl die Bestätigung der Gründung durch Papst Honorius III. von 1225. Darin heißt es, dass er „Prior und Konvent Oelinghausen beziehungsweise den Ort und die sich dort dem Gottesdienst widmenden Menschen mit allen Gütern unter den Schutz von St. Peter und Paul und von sich“ nehme. Er bestätigt auch alle bereits vom Kölner Erzbischof verliehenen Freiheiten.
Nach dem Vorbild der Erzbischöfe beschenkten auch zahlreiche Adelige und Ministeriale das Kloster. Darunter war schon 1184 Simon von Tecklenburg. Anfang des 13. Jahrhunderts folgten Adolf I. von Dassel und Hermann II. von Ravensberg.

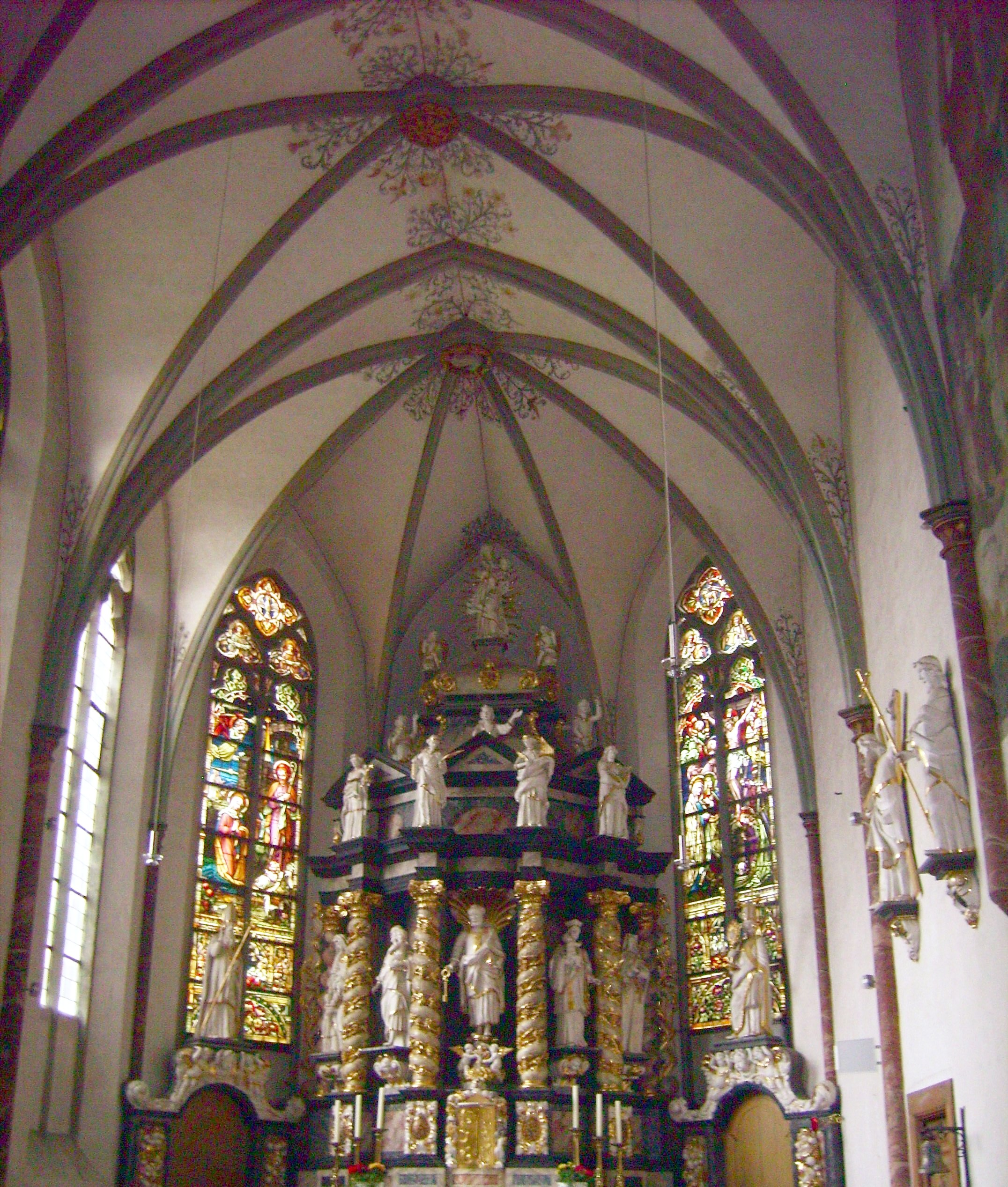
Kircheninnenraum mit Hochaltar von Wilhelm Spliethoven von 1712

An erster Stelle der Förderer standen aber bis zum Ende ihrer Herrschaft die Grafen von Arnsberg. Als erster aus dem Grafenhaus trat Gottfried II. 1204 auf. Er schlichtete auch Konflikte zwischen dem Kloster und den Markgenossen aus Herdringen. Dem Vorbild des hohen Adels folgten zahlreiche weitere Stifter. So schenkten Conradus von Allagen und dessen Erben 1194 dem Kloster ihr Eigengut bei Allagen für ihr Seelenheil. Lambert, Dompropst in Paderborn, überließ 1207/1212 seine Güter bei Neheim dem Kloster. Trotz der Befreiung von der Vogteigewalt nahmen die Grafen von Arnsberg erheblichen Einfluss auch auf das Leben des Konvents. So gelang es, einen unliebsamen Propst abzusetzen. Als Hauptgönner setzten die Grafen Wohlverhalten voraus. Sie gelangten im Laufe der Zeit zu einer vogtähnlichen Stellung.
Dem ersten namentlich bekannten Propst Radolf gelang es 1232, die Einkünfte aus der Pfarrstelle in Altenrüthen mit dem Propstamt in Oelinghausen zu verbinden, was über Jahrzehnte zum Streit mit dem Kloster Grafschaft führte. Im 15. Jahrhundert kamen die Rechte wieder an Grafschaft. In die Zeit des Propstes Radolf fiel auch die Übertragung des Patronatsrechts an der Kapelle in Hachen an das Kloster Oelinghausen durch Gottfried II. von Arnsberg.
Im 14. Jahrhundert kam es zur Gebetsverbrüderung mit zahlreichen anderen Klöstern und Stiften. Diese bestanden nachweislich mit den Klöstern Varlar, Siegburg, St. Alban in Trier und Altenberg. Spätestens seit Mitte des 14. Jahrhunderts bestand in Oelinghausen eine Bruderschaft (Fraternität) in die auch Stifter und Wohltäter des Klosters aufgenommen wurden. Dazu zählten Angehörige der Familie der Grafen von Arnsberg, adelige Gönner aber auch einfache Klosterbauern. Bei den Adeligen und entfernt lebenden Gönnern war die Mitgliedschaft eher nominell und sie beteiligten sich kaum am religiösen Leben der Bruderschaft. Die Bruderschaft St. Johannes Evangelist hatte in der Kirche einen eigenen Bruderschaftsaltar. Sie verfügte über eigenen Besitz und spielte eine wichtige Rolle etwa für die Finanzierung des Hospitals. Die Bruderschaft verlor im 17. Jahrhundert an Bedeutung.
Neben dem Chorgebet erfüllte das Kloster weitere Aufgaben. So existierten ein Armenhaus und ein Hospital, die etwa im 13. Jahrhundert eigene Einkünfte erhielten. Das Hospital bestand noch am Ende des 15. Jahrhunderts.

### Krise in Spätmittelalter und Früher Neuzeit

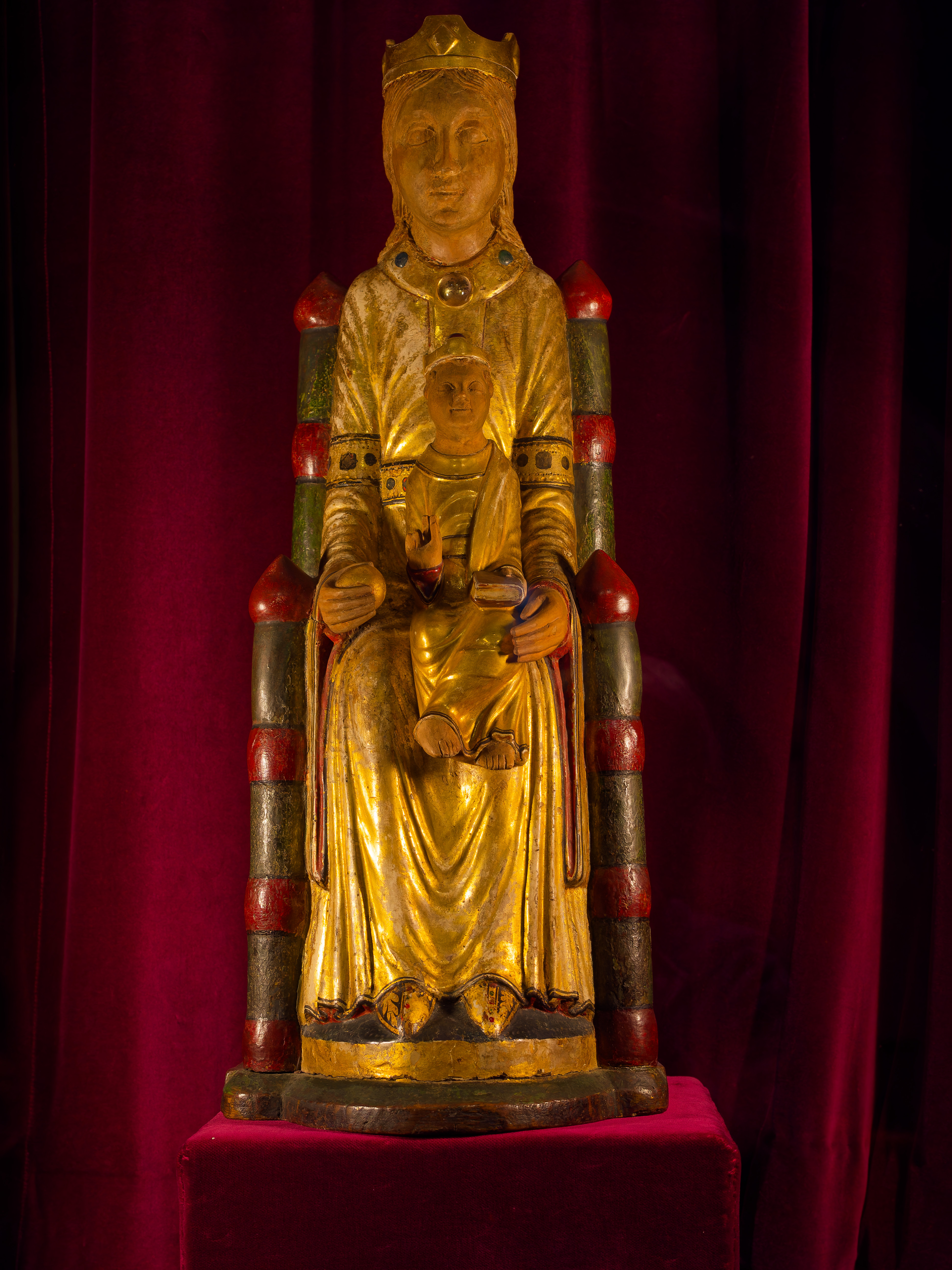
Gnadenbild der „Kölschen Madonna“ (57 cm hoch, Lindenholz, 13. Jahrhundert)

Noch 1391 lobte der Kölner Erzbischof das Kloster dafür, dass es den Gottesdiensten wachsamer als andere nachkommen würde. Gleichzeitig wurden aber auch erhebliche materielle Probleme deutlich. Der Erzbischof erließ Oelinghausen die offenbar stark belastende Aufzucht von Jagdhunden. Gleichzeitig beklagte er, dass immer mehr abhängige Bauern in die Städte und Freiheiten zogen. Durch diesen „Diebstahl“ der Person würde dem Kloster großer Schaden zugefügt. Der Erzbischof und Landesherr des Herzogtums Westfalen verbot den Städten in seinem Machtbereich die Aufnahme dieser Flüchtlinge. Die Erteilung des Bürgerrechtes erklärte er für unzulässig. Die Betroffenen sollten eine hohe Strafe zahlen und gefesselt ins Kloster zurückgeführt werden.
Weitere desintegrierende Momente kamen hinzu. Es gab deutliche Tendenzen zur Bildung von Sondervermögen und zur Lockerung der Klausurvorschriften. Stark getroffen wurde das Kloster Anfang des 15. Jahrhunderts von der Pest, durch die ein Großteil der Nonnen umkam. Die Notwendigkeit, zahlreiche junge Schwestern aufzunehmen, nutzte Erzbischof Dietrich II. von Moers, um auf die Notwendigkeit der Beachtung der Klausurvorschriften zu dringen. „Die jungen Mädchen, die im Kloster Oelinghausen das Ordenskleid angenommen haben, um Gott zu dienen, sollen nicht durch häufigen und unnützen Umgang mit weltlichen Personen abgelenkt werden. Der Erzbischof schreibt allen bindend vor, die Klausur des Klosters so gewissenhaft zu beachten“ und niemanden zum Inneren der Klausur zuzulassen. Letztlich blieb dies aber vergeblich. Aus dem 15. Jahrhundert wird sogar von einem Gasthaus berichtet, das ein Konventuale aus Wedinghausen betrieb.
Die Soester Fehde in den Jahren 1444 bis 1449 brachte erhebliche wirtschaftliche Belastungen mit sich. Propst Heinrich von Rhemen führte in seiner Amtszeit 1483 bis 1505 anstelle der bisherigen Kleidung den üblichen Habit der Prämonstratenserinnen ein. Allerdings gelang es nicht, die Bildung von Einzelhaushalten zu verhindern. Um Zuwendungen von außen nicht ganz abzuschneiden, wurde der Zustand 1491 vom Generalabt gedeckt. Dieser erlaubte im Gegensatz zu den Ordensstatuten, dass die Familien den Nonnen weltliche Güter für deren eigene Bedürfnisse übertragen durften. Auf diese Weise war eine weitere Lockerung der Lebensweise nicht zu verhindern. Außerdem mangelte es an Priestern, die den Propst bei seinen gottesdienstlichen Verpflichtungen unterstützten. Selbst das Generalkapitel der Äbte mahnte an, mehr Kapläne oder Kanoniker heranzuziehen. Propst Gottfried von Ulfte gab vor diesem Hintergrund 1539 sein Amt auf, das daraufhin für ein Jahrzehnt unbesetzt blieb. Auch später konnte ein geordneter Gottesdienst nicht gewährleistet werden.
1548 visitierte Erzbischof Adolf III. von Schaumburg Kloster Oelinghausen. Die Priorin, eine leibliche Schwester des Landdrosten Henning von Böckenförde gen. Schüngel, gab zu, dass die Regel nur noch teilweise eingehalten werde und das Hauptproblem das Leben in den Einzelhäusern sei. Anhängerinnen der lutherischen Lehre dagegen gebe es nicht. Trotz einiger kleinerer Maßnahmen, um das Einhalten der Ordensregel wieder durchzusetzen, wurden die Einzelwohnungen nicht grundsätzlich in Frage gestellt. Das Leben in Oelinghausen ähnelte immer mehr dem in einem weltlichen Damenstift.
1583 besetzten Truppen des dem Protestantismus anhängenden Kölner Erzbischofs Gebhard Truchsess das Kloster. Dieser ließ einen weltlichen Verwalter einsetzen und lutherische Prädikanten versuchten vergeblich, die Ordensfrauen zum Konfessionswechsel zu veranlassen. Die meisten Frauen verließen das Kloster und flohen zu ihren Familien. Nach Gebhards Niederlage kehrten die Frauen zurück. Das Kloster war in der Zeit der Besetzung ausgeplündert worden, was die bereits zuvor bestehenden wirtschaftlichen Schwierigkeiten noch verstärkte. Unter der Leitung von Kaspar von Fürstenberg hatte eine Gruppe verwandter Adeliger neue Konstitutionen für das Kloster entworfen. Danach sollte die Stelle des Propstes wegfallen und die alleinige Leitung in den Händen der Priorin liegen. Fürstenberg setzte auch die Wahl seiner Schwester Ottilia von Fürstenberg (1585–1621) durch.

### Wiederaufschwung und Umwandlung in ein Damenstift

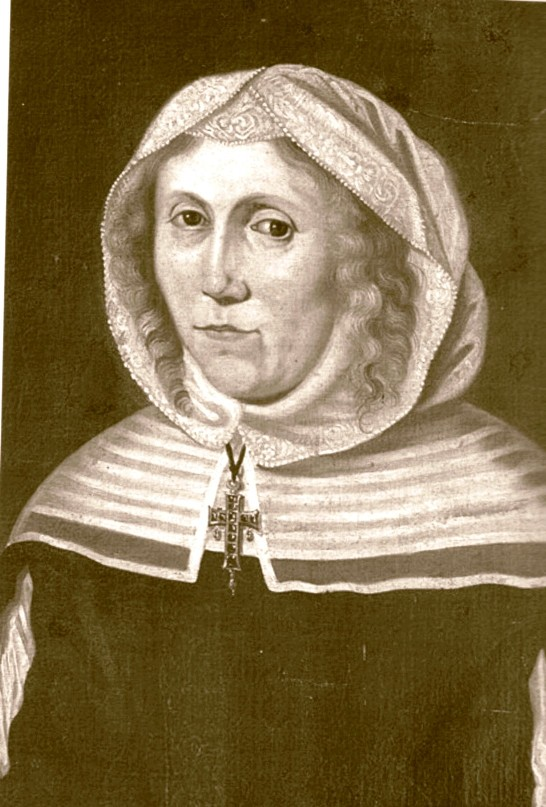
Ottilia von Fürstenberg (zeitgenössisches Gemälde)

Bereits in der zurückliegenden Zeit war Kloster Oelinghausen zum bevorzugten Wohnort der Mutter Ottilias von Fürstenberg und entgegen der Konstitutionen zu einer Art Familienmittelpunkt geworden. Die Brüder Kaspar von Fürstenberg und Bischof Dietrich von Fürstenberg trugen stark dazu bei, dass Oelinghausen wirtschaftlich gesunden konnte. Allein Dietrich schenkte Oelinghausen im Gedenken an die Mutter 4334 Taler in Form einer Memorien- und Sakramentsstiftung. Insgesamt stiftete er 10.000 Taler. In der Folge konnte das Abteigebäude neu erbaut und die Propstei wieder hergestellt werden. Ottilia gelang es, Streitigkeiten um Besitz beizulegen und verlorene Güter wiederzugewinnen. Die Schulden von 20.000 Talern wurden abgetragen, und es konnte sogar ein Überschuss von 13.000 Talern zurückgelegt werden. Für den Wohlstand des Klosters spricht, dass es, wie es in einem Visitationsprotokoll heißt, den Erzbischof von Köln und den Bischof von Paderborn gleichzeitig bewirtete. In diese Zeit fielen allerdings auch Überfälle von Landsknechten aus den Niederlanden, die den Konvent zur zeitweisen Flucht zwangen. Hinzu kamen zwei Pestausbrüche.
Das Ziel Ottilias von Fürstenberg, die auch Äbtissin des Stifts Heerse war, war die Umwandlung von Oelinghausen in ein Damenstift. Begünstigt wurde diese Politik durch die innere Schwäche von Wedinghausen. Erst seit der Wahl des Abtes Gottfried Reichmann kam es ab 1613 zum offenen Konflikt. Letzterem ging es darum, Oelinghausen wieder fest in den Prämonstratenserorden zu integrieren. Ein Großteil des Adels des Herzogtums Westfalen mit den Fürstenbergern an der Spitze stand dagegen auf Seiten von Ottilia von Fürstenberg. Dietrich von Fürstenberg erbat daher von Papst Paul V. 1616 die Erlaubnis zur Umwandlung des Klosters in ein Damenstift. Eine Untersuchung erbrachte, dass von monastischem Leben ohnehin keine Rede mehr sein konnte. Danach gab es keine klösterliche Gewohnheit („nulla regularis vigeat observantia“). Die Jungfrauen lebten ohne Klausur, ohne Ablegung von Gelübden und hätten das Ordensgewand abgelegt. Daraufhin löste der Papst 1617 Oelinghausen aus dem Prämonstratenserorden; ein Jahr später wurde es in ein Damenstift umgewandelt. Eine neue Ordnung trennte Abtei- und Kapitelvermögen ab und bestimmte, dass außer der Äbtissin, wie die Vorsteherin nun genannt wurde, zwanzig Stiftsdamen dort leben sollten. Auch nach dem Tod Ottilias von Fürstenberg führten ihre Nachfolgerinnen den eingeschlagenen Kurs fort.

### Rückkehr zum Prämonstratenserorden

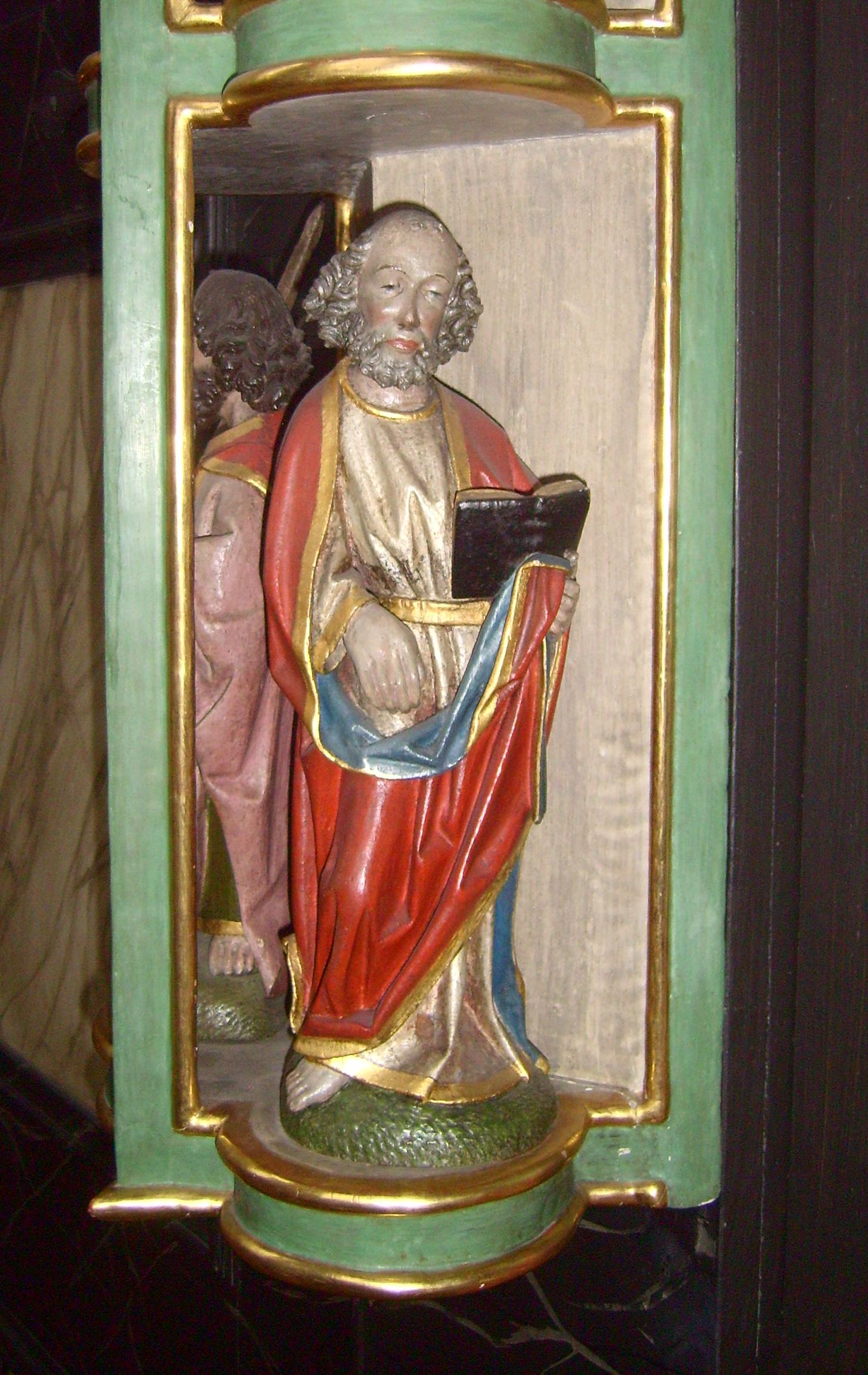
Spätgotische Apostelfigur am Johannesaltar auf der Nonnenempore

Während des Dreißigjährigen Krieges mussten die Stiftsdamen wiederholt Oelinghausen verlassen. Die Prämonstratenser, die die Trennung von Oelinghausen vom Orden nicht anerkannten, setzten sich dafür ein, es zurückzubekommen. Wedinghausen hatte die Verantwortung für Oelinghausen vorübergehend an das Kloster Knechtsteden abgegeben. Dessen Abt führte einen dreizehn Jahre andauernden Prozess durch drei Instanzen. Letztlich entschied der Nuntius Fabio Chigi, der spätere Papst Alexander VII., gegen ein Stift. Die Stiftsdamen waren indes nicht bereit, sich ihm zu beugen. Daher überfiel der Wedinghauser Abt Reichmann 1641 das Stift und besetzte es. Daraufhin mussten die Stiftsdamen gegen eine Abfindung Oelinghausen verlassen.
Das Kloster wurde anfangs von Chorfrauen aus dem Kloster Rumbeck neu bezogen. Es kam wieder zur Wahl eines Propstes, der fortan stets aus Wedinghausen kam. Den Neuanfang erschwerten die Kriegsschäden. Erst Ende des 17. Jahrhunderts war die finanzielle Lage wieder einigermaßen gefestigt, so dass unter Propst Nikolaus Engel ein neues Propsteigebäude errichtet werden konnte. Unter Propst Theodor Sauter, der von 1704 bis 1732 amtierte, wurde ein neues Konventsgebäude errichtet, das Kircheninnere prachtvoll ausgestattet und ein Erweiterungsumbau der Orgel durchgeführt. Der Propst hinterließ eine Klosterchronik. In Hinsicht auf die Einhaltung der Konstitutionen zeigten sich die Visitatoren zufrieden.

### Ende und Folgenutzung

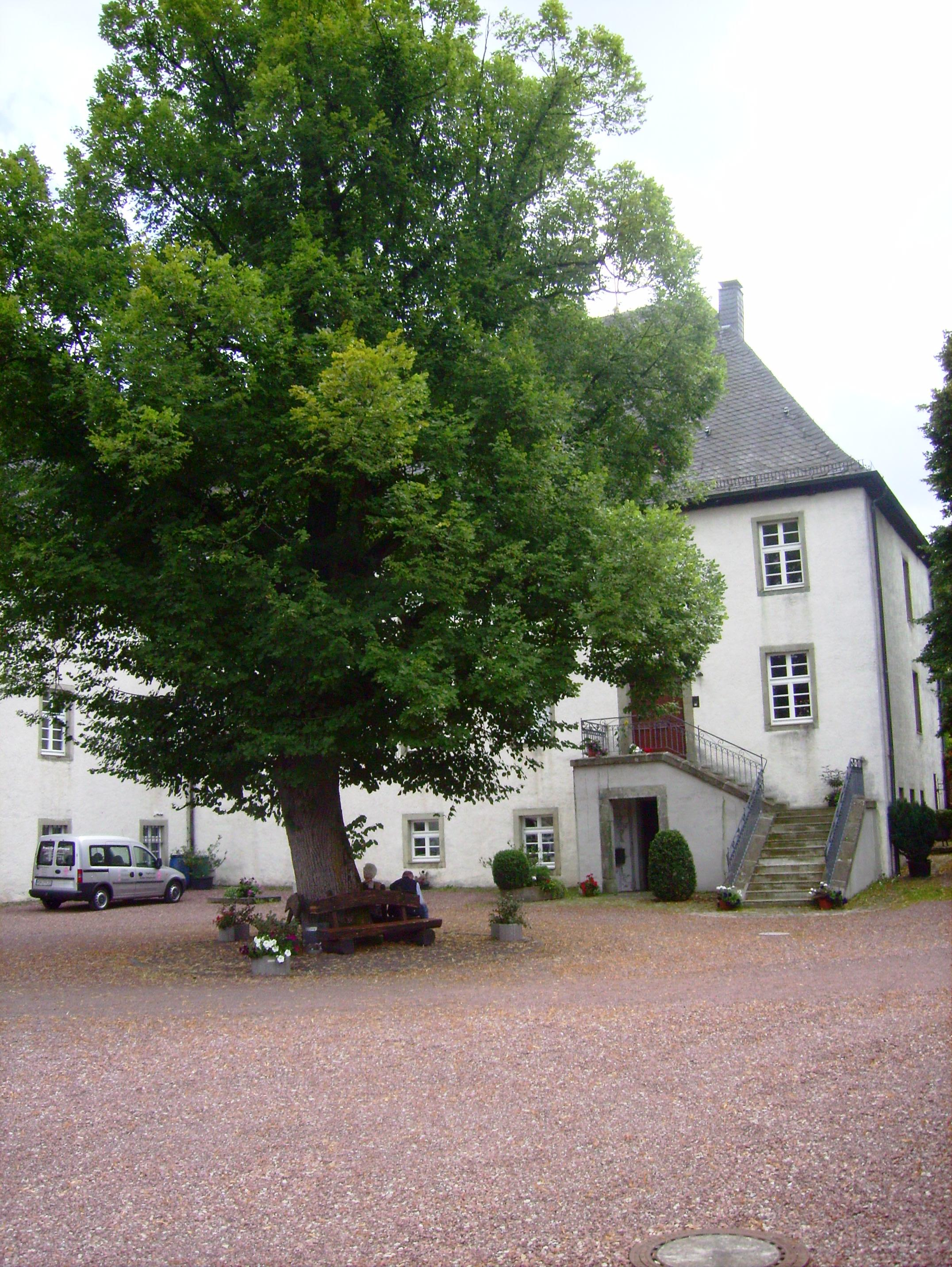
Klostergebäude

In den letzten Jahrzehnten des 18. Jahrhunderts gefährdete das Vordringen der katholischen Aufklärung im Herzogtum Westfalen und im Erzstift Köln den Bestand des Klosters. Der Wedinghauser Konventuale Friedrich Georg Pape hatte einige Chorfrauen veranlasst, sich über die autoritäre Führung des Propstes zu beschweren und eine Visitation zu beantragen. Mit der Untersuchung wurde der geistliche Rat Maria Balduin Neesen beauftragt, der der Aufklärung verpflichtet und der klösterlichen Lebensform gegenüber kritisch eingestellt war. Er sprach von einem „Mönchsdespotismus“ und kritisierte einzelne Angehörige der Gemeinschaft und die Geistlichen hart. Sowohl die Priorin wie auch die Kellermeisterin mussten ihre Ämter abgeben. Der Propst wurde 1789 seines Amtes enthoben. Neesen plädierte zwar vergeblich dafür, das Kloster in eine Versorgungsanstalt für bürgerliche und adlige Frauen umzuwandeln, die Gemeinschaft aber blieb innerlich zerrissen. Vor allem jüngere Chorfrauen, geprägt von den Ideen der Freiheit und Gleichheit, verweigerten der Priorin den Gehorsam.
1804 kam es im Zuge der Säkularisation nach dem Übergang des Herzogtums Westfalen an Hessen-Darmstadt zur Aufhebung des Klosters. Das Klostergut wurde zunächst verpachtet und 1828 vom Freiherrn von Fürstenberg aus Herdringen gekauft. Bereits 1806 wurde auf Basis von fürstenbergischen Stiftungen aus der frühen Neuzeit ein Kuratbenefizium eingerichtet. Dessen erster Inhaber und Vikar war der letzte Klostergeistliche Johann von Nagel. 1904 entstand die eigenständige Pfarrei St. Petri Oelinghausen. Heute gehört die Gemeinde zusammen mit St. Antonius und St. Vitus Herdringen sowie Heilig Geist Hüsten zum Pastoralverbund Kloster Oelinghausen.
Von 1956 an lebten in Oelinghausen für einige Zeit Mariannhiller Missionare. Seit 1992 wird das restaurierte Klostergebäude von Schwestern der hl. Maria Magdalena Postel bewohnt. Im alten Stallgebäude existiert seit 2005 ein vom Freundeskreis Kloster Oelinghausen e. V. betriebenes Klostergartenmuseum. Der Verein organisiert auch Führungen durch die Kirche und die Klosteranlage. Seit mehr als vierzig Jahren finden in der Klosterkirche regelmäßig Konzerte in der Reihe „musica sacra“ statt. Die barocken Apostelfiguren waren im März 2014 Denkmal des Monats in Westfalen-Lippe.

## Strukturen

### Besitzungen

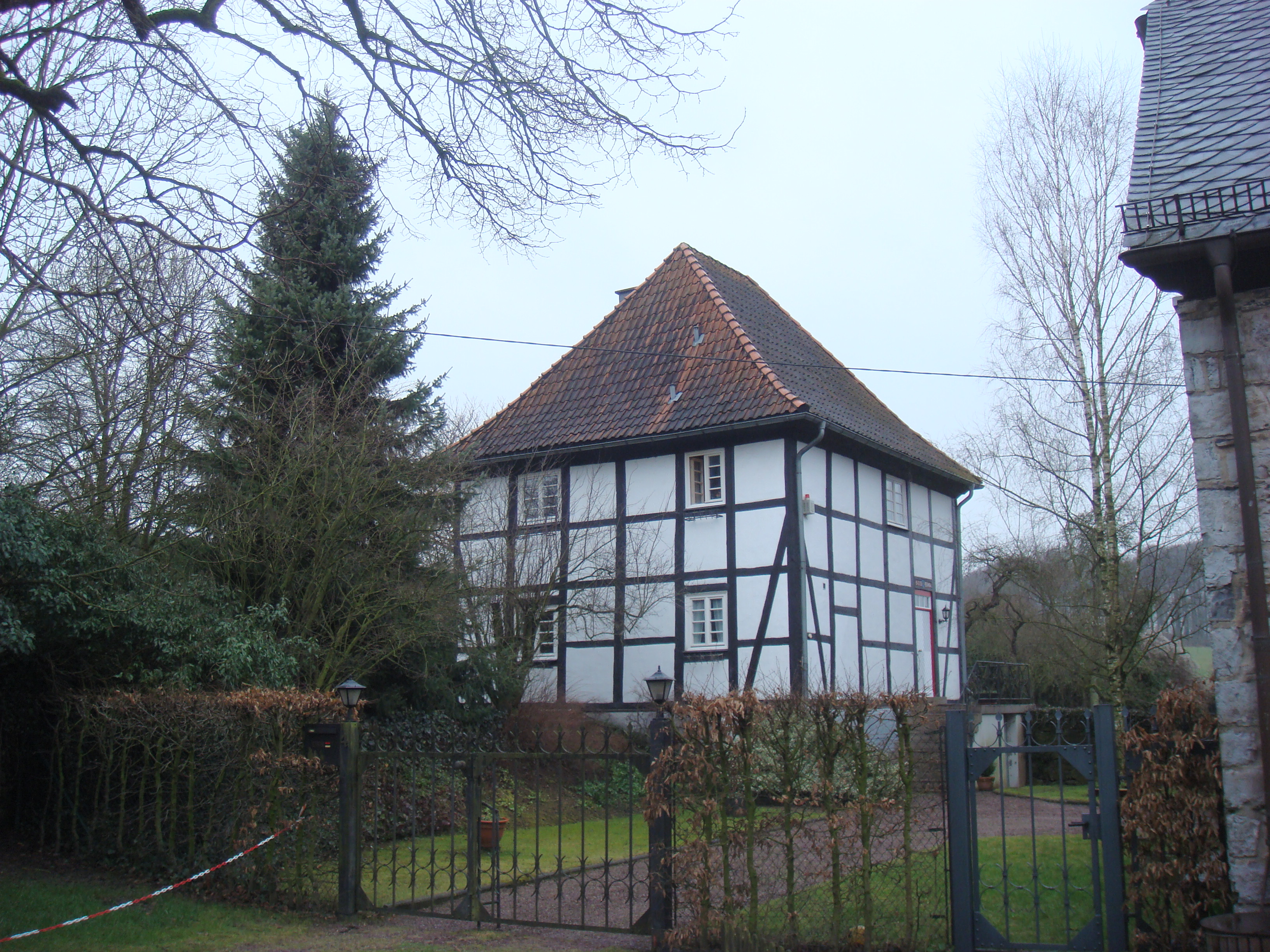
Sogenanntes Schäferhaus. Möglicherweise handelt es sich um ein Wohngebäude aus der Zeit des Damenstifts

Das Kloster wurde nach der Gründung zunehmend wohlhabend und konnte bereits im 13. Jahrhundert Zehnten und Höfe kaufen. Bruno Abt von Deutz übertrug 1220 dem Kloster Oelinghausen die Villikationen der Haupthöfe Linne (Kirchlinde) und Ruggingshausen und legte die zu leistenden Abgaben fest. Um diese gab es in den kommenden Jahrhunderten immer wieder Streit. Insgesamt spielte Einkommen aus Villikationen nur eine geringe Rolle. Spätestens um 1300 dominierte die Verpachtung. Von unwirtschaftlichen Besitzungen, wie Anteilen an Weinbergen bei Remagen, trennte sich die Gemeinschaft aber auch wieder, wahrscheinlich wegen der hohen Transportkosten. Das Kloster bezog 1245 immerhin 5000 bis 6000 Liter Wein pro Jahr. Nur einen Teil verbrauchte es selbst, der Rest wurde verkauft. Nach Aufstellungen aus dem Jahr 1280 besaß Oelinghausen Besitzungen und Einkünfte in den Kirchspielen Enkhausen, Hüsten, Menden, in den Pfarreien Balve, Schönholthausen und Voßwinkel, in der Stadt und dem Amt Werl, im Gericht Körbecke sowie in der Stadt und Umgebung von Soest. Hinzu kamen Besitzungen am Hellweg bis nach Altenrüthen. Im Osten reichte der Besitz bis nach Horn und Mellrich. Zur Verwaltung des Besitzes gab es einige Vogteien des Klosters, beispielsweise eine auf dem Haupthof in Kirchlinde, die 1223 erwähnt wurde, und weitere in Dreisborn und Sümmern. Stadtvogteien gab es in Werl und Soest, vielleicht auch in Menden. Später wurden die Beauftragten zur Einziehung von Abgaben „Rezeptoren“ genannt. Solche gab es bei der Auflösung des Klosters 1804 in Werl, Neheim, Menden, Soest und Oestereiden. Neben Zehnten und anderen Gerechtsamen verfügte Oelinghausen in dieser Zeit noch über 130 Bauerngüter.

### Eigenwirtschaft

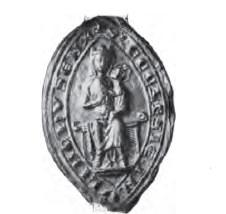
Siegel des Klosters Oelinghausen von 1284, heute im Landesarchiv Nordrhein-Westfalen Abteilung Westfalen. Die Umschrift lautet: S. ecclesie in ulinchusen

Dem Kloster gelang es, alle Höfe im Umland in sein Eigentum zu überführen. Daraus ging eine bedeutende Eigenwirtschaft hervor. Organisiert wurde diese zunächst in Form des Grangien- oder Curiensystems. Vom Klosterhof wurden die Schultenhöfe in Stiepel, Mimberge und Holzen bewirtschaftet. Neben der Land- und Forstwirtschaft gehörten dazu von Konversen betriebene Werkstätten. Zu deren Berufen gehörten Weber, Kürschner, Schuhmacher, Bauhandwerker und Schmiede. Im 14. Jahrhundert nahm die Zahl der Konversen ab. Dies führte zur Aufgabe der Grangienwirtschaft. Mit Ausnahme des eigentlichen Klosterguts wurden alle Besitzungen verpachtet. Im 18. Jahrhundert gehörten dazu 650 Morgen (etwas mehr als 160 ha) landwirtschaftlich nutzbare Fläche und noch einmal 3000 Morgen Wald mit insgesamt dreißig weltlichen Beschäftigten. An Baulichkeiten bestanden Kirche, Klostergebäude, Kapelle und Wohnungen für zwei Priester. Hinzu kamen Knechte- und Mägdehaus, Brau- und Backhaus, Ställe, Gartenhäuschen, Scheune, Mahl- und Schneidemühle sowie eine Aschen- und eine Ziegelhütte. In Oestereiden kamen Scheune und Kornspeicher, in Soest ein Rezepturhaus und in Hachen und Kirchlinde die Kapellen hinzu.
Die Eigenwirtschaft umfasste zur Zeit der Aufhebung zudem 17 Morgen Gemüse- und Obstgärten sowie 11 Morgen Fischteiche. Insgesamt besaß Oelinghausen 24 Fischteiche, in denen vornehmlich Karpfen gezüchtet wurden. Daneben wurde in Bächen und Flüssen der Umgebung Fischerei betrieben. Der Eigenbedarf war hoch. Dafür wurde Anfang des 17. Jahrhunderts Hering und Stockfisch in erheblichem Umfang zugekauft. Ein erheblicher Teil des Eigenfangs wurde vermarktet. Neben Getreide und anderen Ackerpflanzen wurde auch Hopfen angebaut. Das Kloster besaß 97 Stück Rindvieh, 78 Schweine und 260 Schafe. Auf eine große Ziegenherde musste das Kloster auf kurfürstliche Anweisung 1726 verzichten. Den Ertrag der Eigenwirtschaft versuchte Oelinghausen durch Köhler, die Einrichtung einer Ziegelbrennerei, einer Kornbrennerei und ähnlichem zu steigern.
Zu den ältesten gewerblichen Betrieben im Bereich des Klosters gehören Mühlen. Wahrscheinlich gab es eine Mühle bereits bei der Gründung. Nachgewiesen ist die Schenkung einer Mühle bei Werl 1203 durch Gottfried II. Am Bieberbach erbaute das Kloster eine Bannmühle. Sie wurden anfangs von Konversen betrieben. Seit Mitte des 15. Jahrhunderts wurde die Mühle verpachtet. Neben der Getreidemühle betrieb das Kloster eine Säge- und eine Ölmühle.
Erst jüngst konnte nachgewiesen werden, dass es wohl im Mittelalter und in der frühen Neuzeit auch Bergbau und Verhüttungstätigkeit gab. Darauf weisen Pingen und Schürfstellen sowie eine archäologisch nachgewiesene Verhüttungsanlage in Form eines Stückofens hin. In der unmittelbaren Nähe des Ofens wurden Keramikreste gefunden, die auf die Zeit zwischen dem 13. und 15. Jahrhundert datiert werden.
Den Hof in Soest übernahm das Kloster nach der Soester Fehde vom Stift St. Walburgis. Für das Kloster Oelinghausen war das Steinhaus, das über eine eigene Kapelle verfügte, nicht nur der Mittelpunkt der Verwaltung des Klosterbesitzes um Soest, von Vorteil war auch die Anbindung an den städtischen Markt. Von dort aus konnten die für das Kloster nötigen Waren erworben und die produzierten verkauft werden. Das Haus diente dabei als Zwischenlager. Insgesamt werden die Einnahmen auf über 18.000 Taler pro Jahr geschätzt. Hinzu kam ein Aktivkapital von 16.000 Talern. Dies machte Oelinghausen zum wohlhabendsten Frauenkloster im Herzogtum Westfalen.

### Konvent

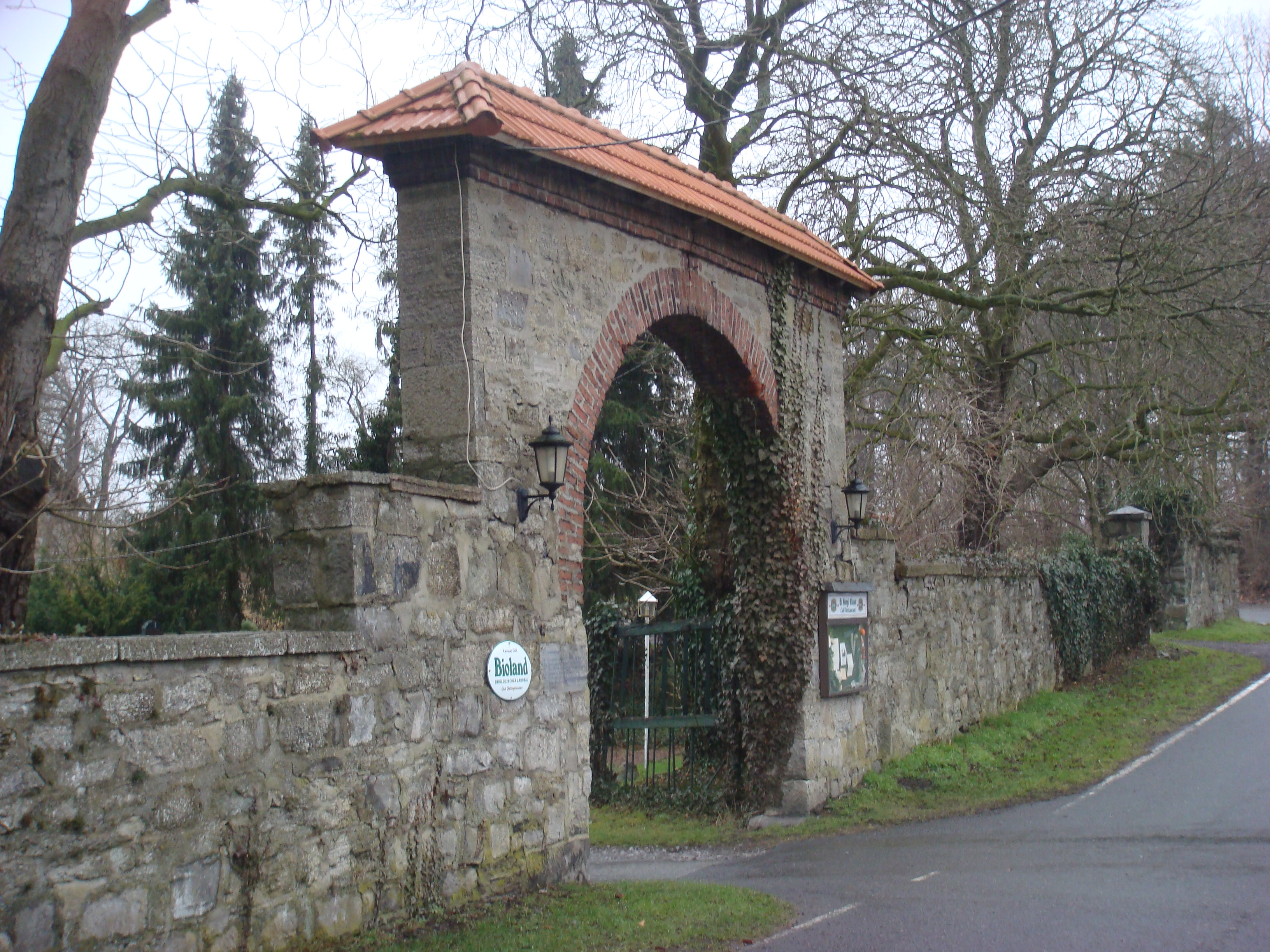
Eingang zum Wirtschaftshof

Der Konvent galt als vornehmer als der in Rumbeck. Die Chorfrauen kamen daher in den ersten Jahrhunderten auch aus bedeutenden Adelsfamilien. Unter ihnen war die Schwester des Erzbischofs Engelbert von Berg oder Irmgard von Arnsberg, die Schwester Gottfrieds III. Eine ganze Reihe weiblicher Angehöriger der Familie der Grafen von Arnsberg waren bis ins 14. Jahrhundert hinein Chorfrauen in Oelinghausen. Auch Angehörige aus den hochadligen Häusern Tecklenburg, Waldeck, Dassel, zur Lippe oder Limburg gehörten dem Konvent an.
Mit dem Ende des Arnsberger Grafenhauses im 14. Jahrhundert verlor Oelinghausen seinen vornehmen Ruf. An die Stelle der hochadligen Damen traten Angehörige des niederen Adels, etwa aus den Geschlechtern Plettenberg, Böckenförde genannt Schüngel, Fürstenberg, Vogt von Elspe, Hanxleden, Schade oder Wrede. Auch aus dem Patriziat der Stadt Soest kamen mehrere der Chorfrauen. Die Zahl an Eintritten war offenbar noch zu Anfang des 16. Jahrhunderts beachtlich. Visitatoren des Ordens stellten 1517 fest, dass Oelinghausen so viele Novizinnen aufgenommen habe, dass diese von den Einkünften des Klosters kaum versorgt werden konnten.
Zur Gemeinschaft gehörten zumindest in den letzten dreihundert Jahren des Bestehens auch nichtadlige Laienschwestern, die für körperliche Arbeiten zuständig waren. Hinzu kamen männliche Konversen. Diese waren unter einem Kellner unter anderem zuständig für die Verwaltung des umfangreichen Besitzes. Auch grobe Arbeiten wurden zeitweise von Konversen verrichtet. Seit dem 16. Jahrhundert sind zudem Präbendare meist aus Bauernfamilien bezeugt, die insbesondere handwerkliche Arbeiten verrichteten.
Ein Merkmal der Prämonstratenserinnenklöster war, dass an der Spitze des Konvents nicht unbeschränkt eine Äbtissin als Leiterin stand, sondern aus der Zeit als Doppelkloster her spielte der Propst eine zentrale Rolle. Dieser war sowohl für die geistliche Leitung als auch für die Verwaltung der Güter zuständig. Nur bei Verträgen, die die Substanz des Besitzes betrafen, musste er die Zustimmung des Konvents einholen. Auch die Pröpste wurden vornehmlich aus adligen Prämonstratenserklöstern wie Scheda oder Kloster Cappenberg gewählt. Seitdem in Wedinghausen seit dem 15. Jahrhundert vermehrt auch nichtadlige Kanoniker lebten, kam keiner der Pröpste mehr von dort.
Die an der Spitze des Konvents stehende Priorin war für die inneren Angelegenheiten der Gemeinschaft zuständig. Weitere höhere Klosterämter waren das der Subpriorin und der Kellermeisterin. Hinzu kamen Ämter wie das der Küsterin und der Zeugmeisterin. Die Priorin wurde von den Chorfrauen unter Leitung des Propstes gewählt und später vom Wedinghauser Abt bestätigt. Anfangs lebte die Priorin noch mit den übrigen Schwestern zusammen, später hatte sie eine eigene Wohnung. Die Subpriorin vermittelte zwischen Konvent und Priorin. Die Zahl der Chorfrauen betrug im 13. und 14. Jahrhundert um die 60, Anfang des 16. Jahrhunderts waren es sogar 80 gewesen sein. Diese Zahl ging bis Mitte des Jahrhunderts auf 40 und im 17. Jahrhundert auf 30 zurück.
Am Ende der frühen Neuzeit wandelte sich der Charakter des Konventslebens stark. Oelinghausen zählte im 18. Jahrhundert 34 Religiosen. Davon waren zwei Drittel Chorfrauen und ein Drittel Laienschwestern. An die Stelle der adligen Chorfrauen traten, sieht man von Angehörigen einiger Erbsälzerfamilien ab, hauptsächlich Frauen aus wohlhabenden Bürger- oder Bauernfamilien. Diese stammten sowohl aus dem Herzogtum Westfalen wie auch aus dem Erzstift Köln sowie aus den Hochstiften Paderborn, Münster und dem Erzstift Mainz. Die Laienschwestern kamen ausschließlich aus bäuerlichen Familien der Region.

### Archiv und Bibliothek
Das Archiv des Klosters kam nach der Aufhebung 1804 zunächst ins Archivdepot in Arnsberg. In dieser Zeit wurden die Überlieferungen intensiv genutzt, um strittige Besitz- und Rechtsverhältnisse zu klären. Später kamen die Urkunden und Akten ins Provinzialarchiv nach Münster (heute Landesarchiv Nordrhein-Westfalen Abteilung Westfalen). Der Archivar Peter von Hatzfeldt erstellte von 1850 bis 1860 ein erstes Findbuch. Im Vergleich zu anderen, teilweise weit verstreuten Klosterarchiven des Sauerlandes ist der Oelinghauser Urkundenbestand nach Meinung des Historikers Manfred Wolf „ungemein reich“.
Teil des Oelinghauser Bestandes im Staatsarchiv Münster ist auch ein Nekrolog mit mehr als 3000 Einträgen. Dieser gibt über die Verkehrskreise des Klosters und die personellen Verbindungen Auskunft. Das noch existierende Exemplar aus dem 18. Jahrhundert enthält auch den Inhalt älterer Verzeichnisse. Die Einträge reichen bis in die Zeit der Klostergründung zurück. Das Verzeichnis enthält nicht nur die Namen der Chor- und Laisenschwestern und der Pröpste, sondern auch Gründer, Stifter, Wohltäter, Angehörige des Klosters Wedinghausen sowie zahlreiche Familienangehörige der Klosterfrauen. Der Nekrolog wurde auch nach der Aufhebung des Klosters von einer Gruppe ehemaliger Chorfrauen, die in Arnsberg das gemeinsame Leben fortsetzten, bis in die 1830er Jahre weitergeführt.
Der Bibliotheksbestand der Frauenklöster und -stifte im Herzogtum Westfalen ist nur unzureichend überliefert. Einige von ihnen, darunter auch Oelinghausen und Rumbeck, besaßen wohl nie einen nennenswerten Buchbestand. Bei der erneuten Umwandlung des Damenstifts in ein Kloster 1641 verbrannten die Stiftsdamen Bücher. Dabei dürfte es sich vor allem um Breviere und andere liturgische Bücher gehandelt haben.

## Bauten und Ausstattungen

### Kirchenbau

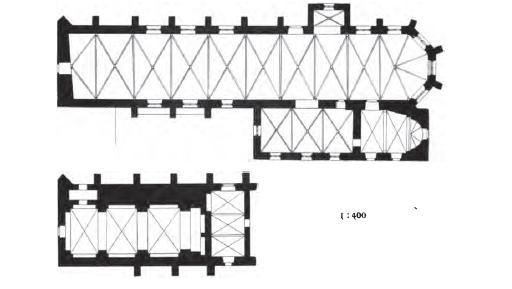
Grundriss der Klosterkirche (oben die Kirche mit der nördlichen Marienkapelle und der südlichen Kreuzkapelle und der Sakristei, unten die Krypta und die Vorhalle)

Die Baugeschichte der Klosterkirche ist wegen fehlender schriftlicher Quellen nicht völlig klar. Bei archäologischen Grabungen kamen unterhalb der Kirche Reste zum Vorschein, die zu einem anderen Gebäude gehören. Es wird vermutet, dass es sich dabei um ein Wohn- oder Wirtschaftsgebäude der Stifterfamilie handelt. Hinsichtlich der Baugeschichte der Kirche selbst stellte A. Dünnebacke 1907 die These auf, der sich vor einigen Jahren auch Wilfried Michel im Westfälischen Klosterbuch anschloss, dass die heutige Sakristei identisch mit dem älteren Kirchenbau sei. Dies gilt mittlerweile als widerlegt.
Es gab zumindest einen romanischen Vorgängerbau der heutigen gotischen Kirche. Dieser war schmaler und kürzer als das Langhaus der bestehenden Kirche. Von diesem ist ein Kapitell erhalten geblieben, das heute als Basis des Osterleuchters dient. Aus romanischer Zeit um 1200 stammt auch die Krypta unterhalb der Nonnenempore. Dieser Raum ist einschiffig, dreijochig und hat ein Kreuzgratgewölbe. Die Krypta dient seit den 1960er Jahren als Gnadenkapelle und ist Aufstellungsort der sogenannten Kölschen Madonna. An die Krypta schließt sich eine Vorhalle an, die sich zum Kirchenschiff hin in drei spitzbogigen Arkaden öffnet. Dieser dreischiffige und einjochige Raum wird in die erste Hälfte des 14. Jahrhunderts datiert. Auch die in drei Bauphasen entstandene Sakristei ist in Teilen älter als die eigentliche Kirche. Die ältesten Teile sind frühgotisch, ein Umbau erfolgte in der zweiten Hälfte des 14. Jahrhunderts mit dem Kirchenneubau, weitere Veränderungen stammen aus dem Barock.

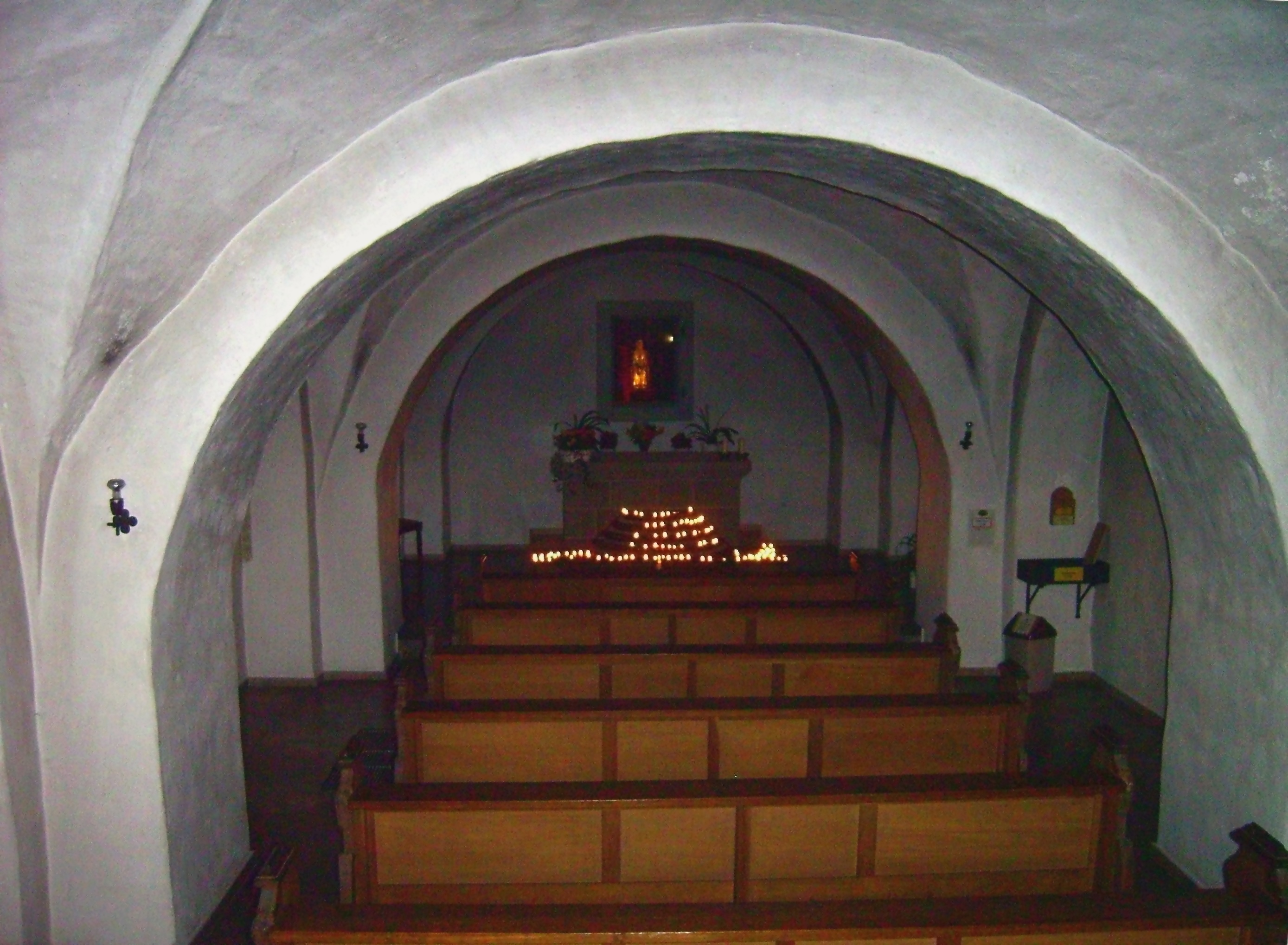
Romanische Krypta

Die heutige gotische Kirche insgesamt stammt aus dem 14. Jahrhundert. Es handelt sich um einen einschiffigen, neunjochigen Saalbau mit einem 5/8-Chor. Erbaut wurde das Hauptschiff in drei Bauabschnitten. Der Chor und das Langhaus sind durch Kreuzrippen mit Schlusssteinen im Scheitel einheitlich gewölbt.
Ab dem vierten Joch ist im Hauptschiff eine erhöhte Nonnenempore eingezogen, die man über zwei Treppen erreicht. Sie überspannt etwa die Hälfte der Kirche. Zwei Kapellen liegen an der Südseite. Von ihnen ist die westliche („Kreuzkapelle“) dreijochig, die östliche (die Sakristei) ist zweijochig mit einer Wandapsis. Im Norden dient ein früherer, mittlerweile vermauerter Eingang als kleine Marienkapelle. Die Fenster der Kirche sind spitzbogig, zweiteilig mit Maßwerk. In der Sakristei sind die Fenster einteilig. Die Kirche ist mit einem Schieferdach gedeckt. Auf der Südseite setzt es sich ohne Unterbrechung über Sakristei und Kreuzkapelle nach unten fort. Erst im 16. Jahrhundert erhielt die Kirche einen kleinen Glockenturm.

### Ausstattung

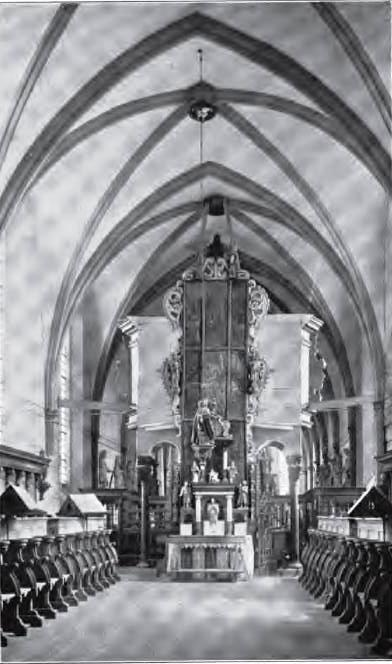
Die Nonnenempore des Klosters Oelinghausen im Zustand von 1906. Es fehlt etwa die heute im Gewölbe hängende barocke Doppelmadonna. Zu sehen ist das Chorgestühl und der Johannesaltar. Dahinter erhebt sich die Rückwand der Orgel. Jenseits der Orgel beginnt der Bereich der Gemeindekirche

Im Inneren der Kirche sind seit einer Generalrestaurierung zwischen 1957 und 1960 wieder gotische Wand- und Deckenmalereien aus dem letzten Viertel des 15. Jahrhunderts sichtbar. Noch älter sind die weißgrauen Flächentönungen mit aufgemalter rötlicher Quaderung und Rankenornamenten um den Schlussstein. Der an Pflanzen erinnernde Gewölbeschmuck, zwei Engel und weitere Elemente stammen von 1499. Die 1933 wiederentdeckte große Darstellung eines heiligen Christophorus stammt vom Beginn des 16. Jahrhunderts.
Die Barockisierung der Kirche zog sich über einen längeren Zeitraum hin. Erste Ansätze dazu stammen aus der Zeit des Damenstifts unter den Äbtissinnen Ottilia und Anna von Fürstenberg. Bei den folgenden Phasen der barocken Umgestaltung spielten der Konvent und die Äbtissinnen keine Rolle mehr. Die Initiativen gingen von den Pröpsten aus. Die zweite Phase der Barockisierung fällt in die Zeit von Propst Christian Bigeleben (1656–1678). Die dritte fällt in die Amtszeit von Propst Theodor Sauter 1704 bis 1732. Der Bildschnitzer Wilhelm Spliethoven genannt Pater aus Volbringen schuf eine umfassende Einrichtung mit Hochaltar, lebensgroßen Apostelfiguren und Orgelprospekt. Nur in Oelinghausen ist das Werk dieses Künstlers, der mehrere Kircheneinrichtungen Westfalens geschaffen hat, bis heute vollständig erhalten geblieben. Auch die Illumination (Ausmalung) der barocken Einrichtung durch Alexander La Ruell (Münster) ist nur in Oelinghausen bewahrt worden.
Die Marienfigur in der Krypta wird als „liebe Frau von Köllen“, „Königin des Sauerlandes“ oder „Kölsche Madonna“ bezeichnet. Sie stammt aus den ersten Jahrzehnten des 13. Jahrhunderts. Die selige Jungfrau sitzt auf einem Thron und ist mit einem langen Gewand bekleidet, Gesicht und Körper sind dem Betrachter frontal zugewandt. Das Jesuskind wurde bereits im Mittelalter hinzugefügt. Es trägt in der linken Hand ein Buch, die Rechte ist zum Segen erhoben. Zusammen mit dem Thron ist die Statue 57 cm hoch. Neu geschaffen wurden nach Verlusten die Hände, das Jesuskind und die Krone. Auf neuere kunstgeschichtliche Untersuchungen gestützt, erhielt das Bild 1976 seine heutige, sich dem Original annähernde Farbgestaltung. Eine in der Region vergleichbare, wenn auch etwas jüngere Darstellung findet sich in der Merklinghauser Kapelle.
Der 10 m hohe Hauptaltar mit zahlreichen Statuen ist barock und wurde 1712 von Wilhelm Spliethoven – möglicherweise nach Vorgaben des Propstes Sauter – nach italienischen Vorbildern geschaffen. Die Bemalungen stammen von Alexander La Ruell. Auch die zwölf Apostelfiguren im Hauptschiff stammen von Spliethoven und La Ruell.
In der Kreuzkapelle befinden sich mehrere Grabsteine ehemaliger Pröpste. Dominierend ist aber das heute als Altaraufsatz dienende Epitaph für Ottilia von Fürstenberg. Geschaffen wurde das Grabmal wahrscheinlich von Gerhard Gröninger oder einem italienischen Künstler. Im Gewölbe der Kreuzkapelle befindet sich eine spätgotische Mondsichelmadonna aus der Zeit um 1530.
Die Marienkapelle enthält ein gotisches Tafelbild mit der Anbetung der Hirten. Außerdem befindet sich hier ein Gemälde aus dem Barock, das die Ermordung des Erzbischofs Engelbert I. von Köln zeigt. Den Überlieferungen des Klosters zufolge, die jedoch nicht den tatsächlichen historischen Abläufen entsprechen, soll der Bischof die Nacht vor seiner Ermordung in Oelinghausen verbracht haben.
Auf der Nonnenempore befindet sich rechts und links an der Wand das Chorgestühl mit 46 Sitzen, deren hintere Reihen aus dem 18. Jahrhundert stammen. In den Vorderreihen wurden die spätgotischen Wangen aus der Zeit um 1380 wiederverwertet. Auf der Empore steht darüber hinaus ein Triumphkreuz aus der zweiten Hälfte des 12. Jahrhunderts. Unter dem Gewölbe befindet sich eine zwei Meter hohe barocke Doppelmadonna aus der Zeit um 1730. Die Rückwand der Orgel deckt ein großer Johannesaltar ab, neben dem die sogenannten Aposteltürme stehen. Die dort aufgestellten Figuren sind spätgotisch und stammen möglicherweise aus einem verschwundenen Schnitzaltar, einige der jüngeren werden Gertrud Gröninger zugeschrieben. Auch auf den Chorbänken der Empore befinden sich Skulpturen aus der Zeit zwischen dem 14. und dem 17. Jahrhundert.
Der Dachreiter der Klosterkirche trägt ein dreistimmiges Geläut mit Gussstahlglocken aus dem Jahre 1921. Die Glocken hängen in einem Holzglockenstuhl, der noch aus der Bauzeit der Kirche stammt und erklingen in der Tonfolge es'-ges'-as'.

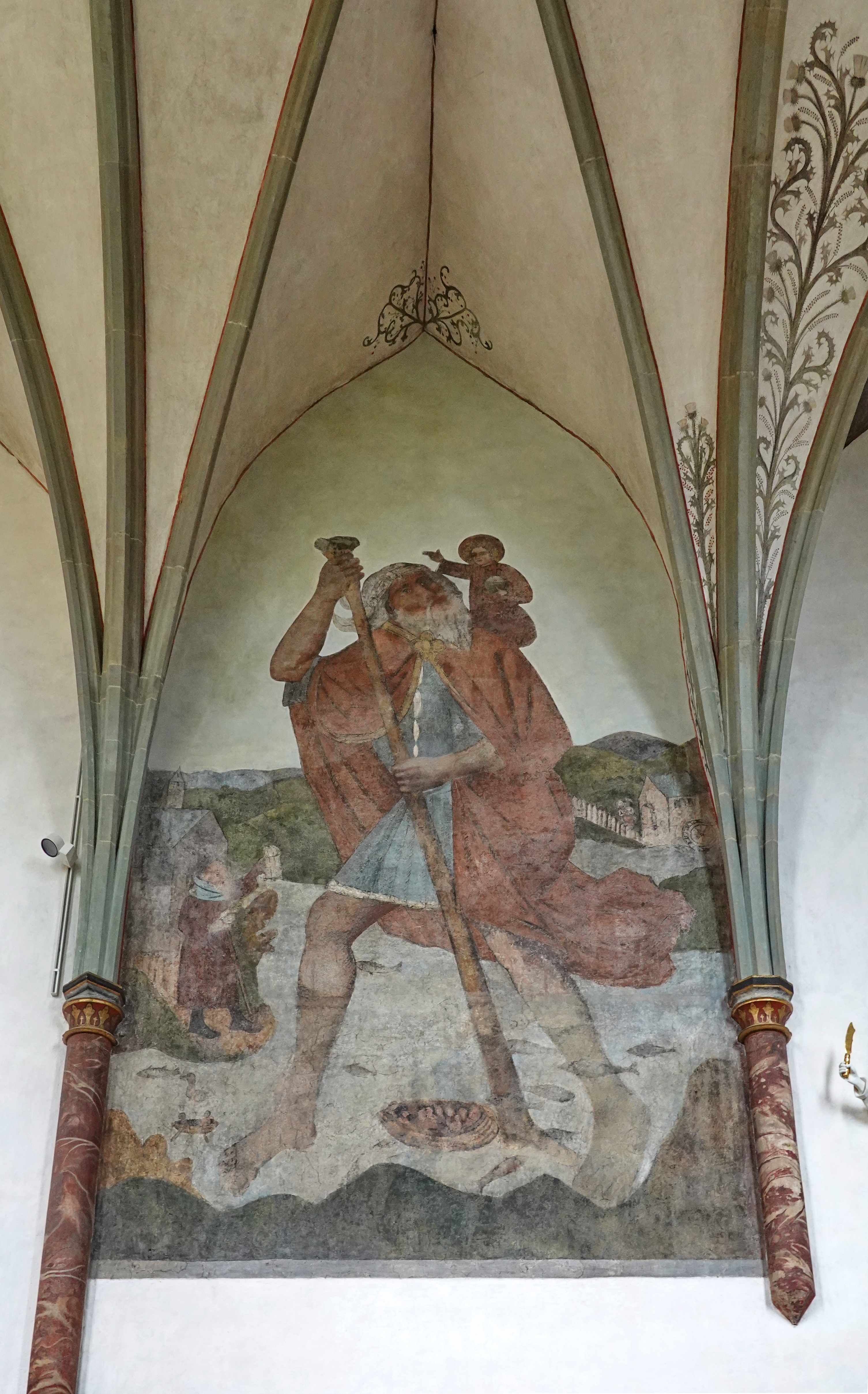
Bildnis des hl. Christophorus im Kirchenschiff
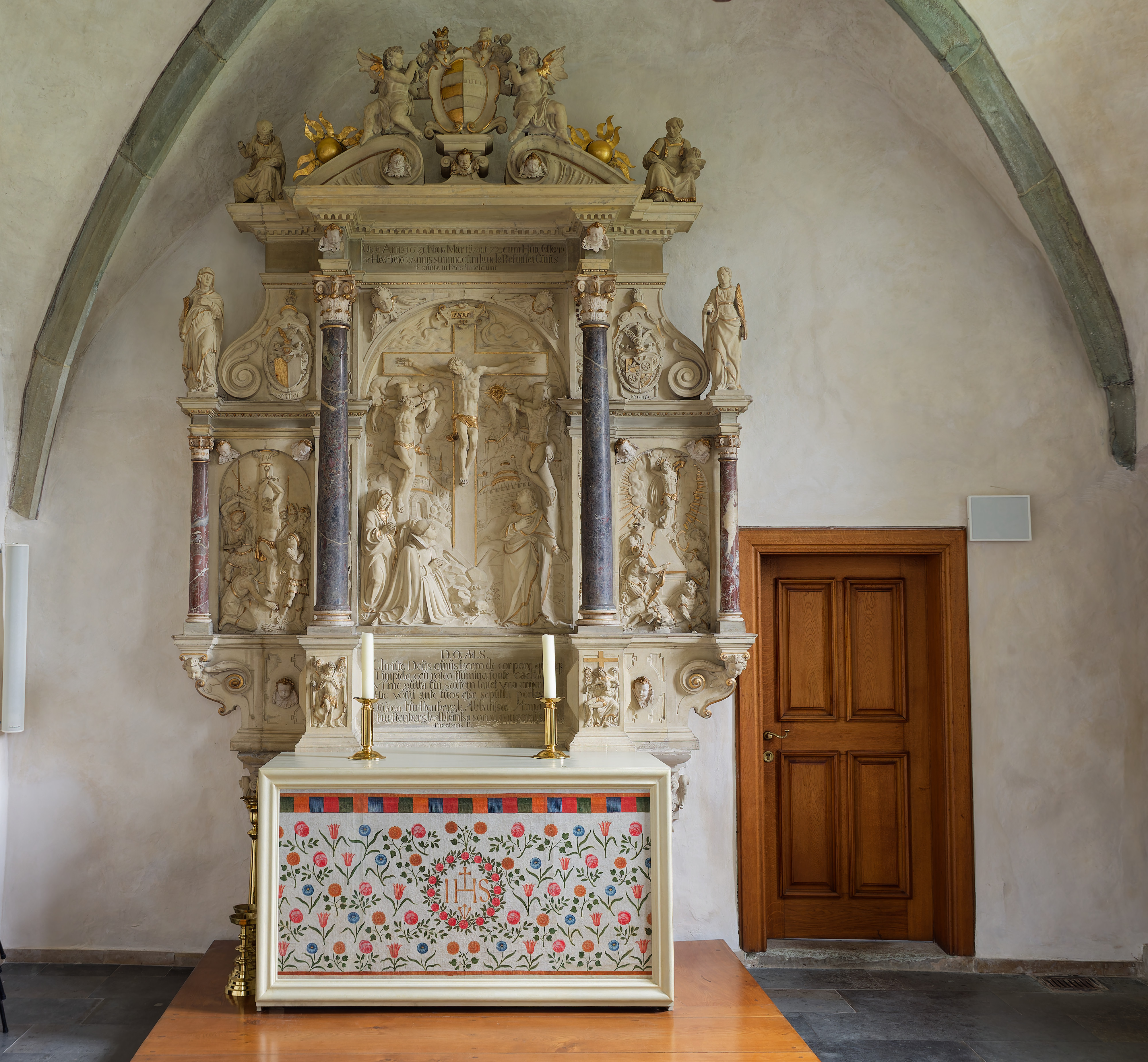
Epitaph für Ottilia von Fürstenberg in der südlich liegenden Kreuzkapelle
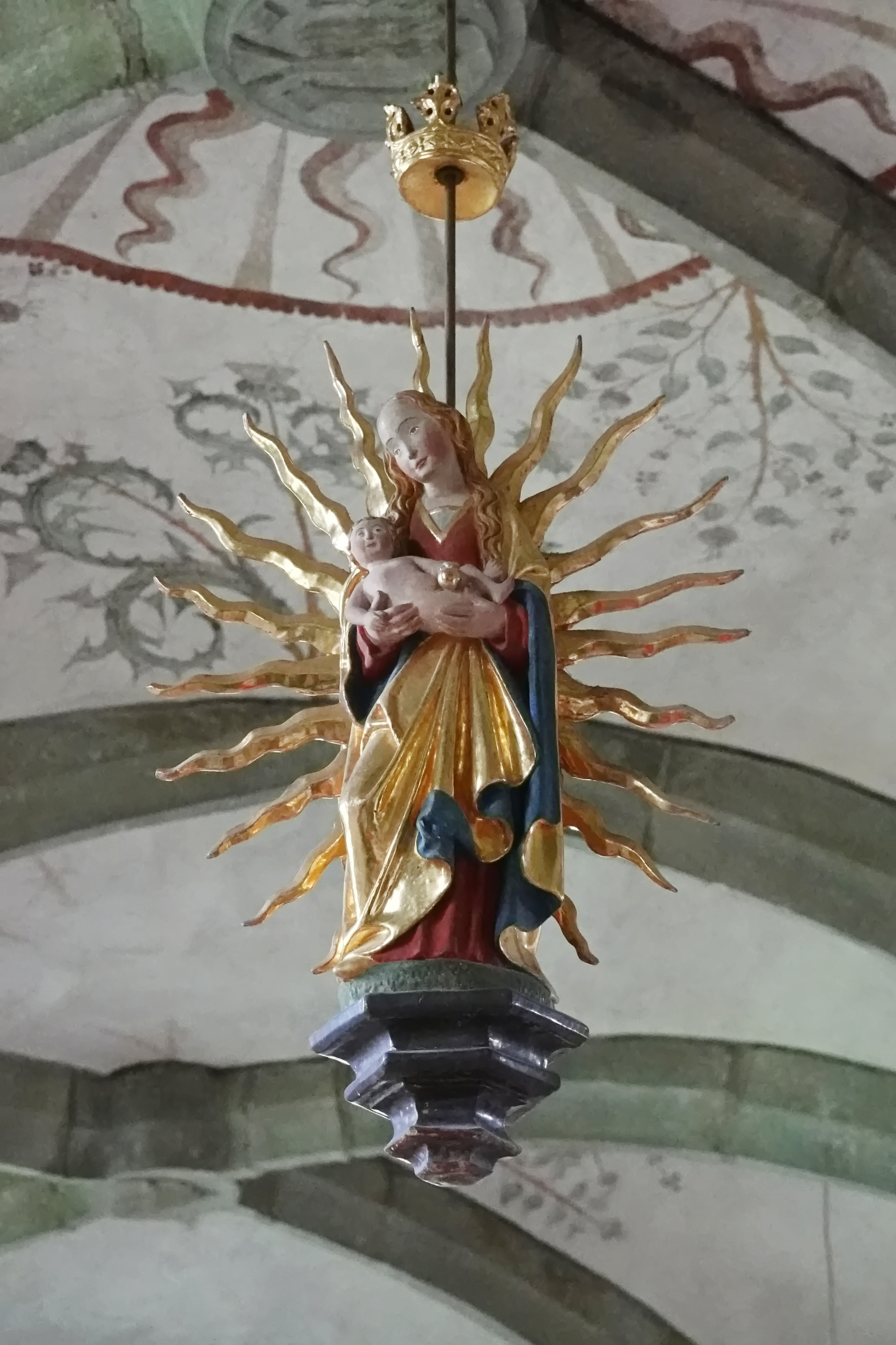
Spätgotische Doppelmadonna in der Kreuzkapelle
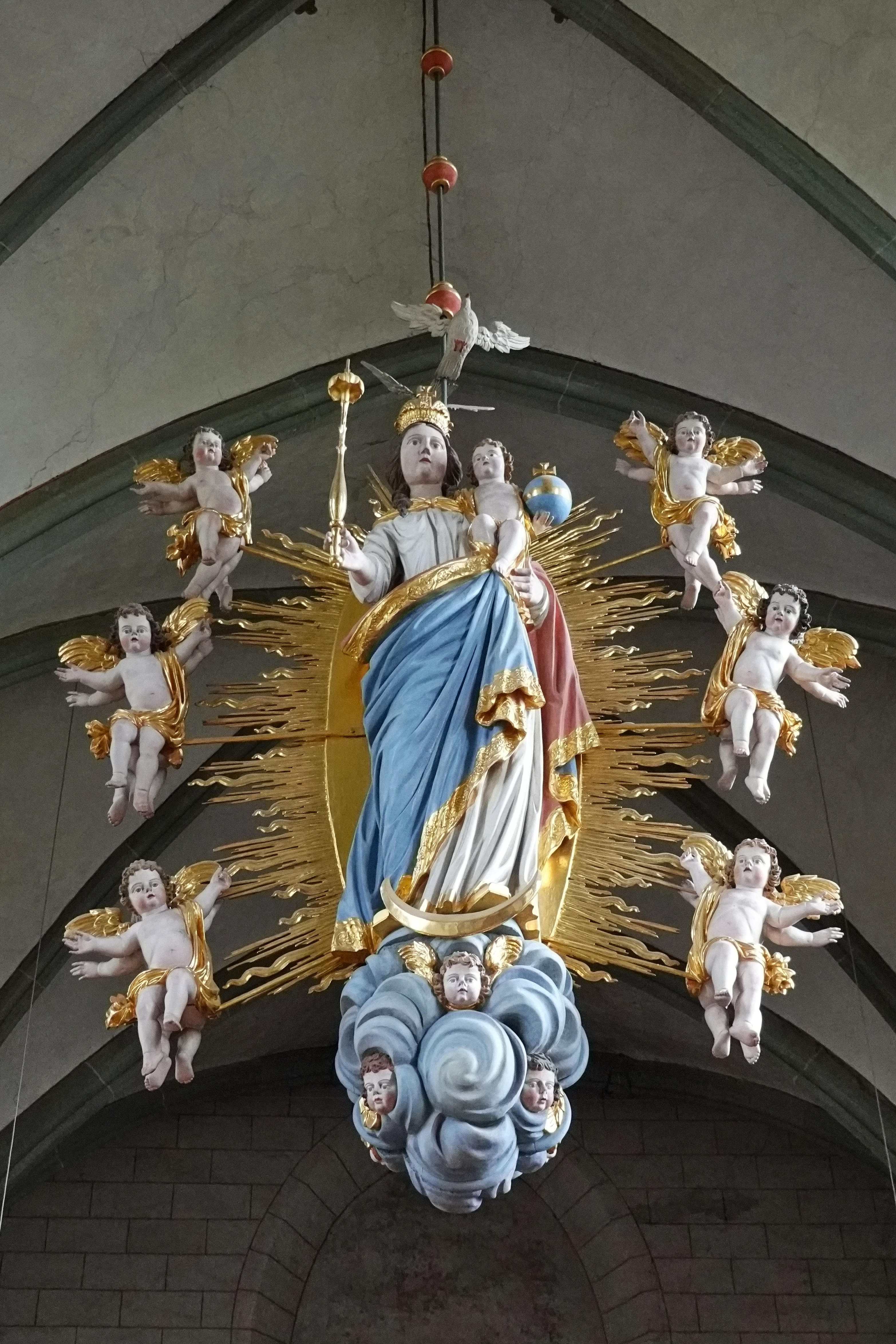
Barocke Strahlenmadonna aus der Werkstatt Sasse auf der Nonnenempore
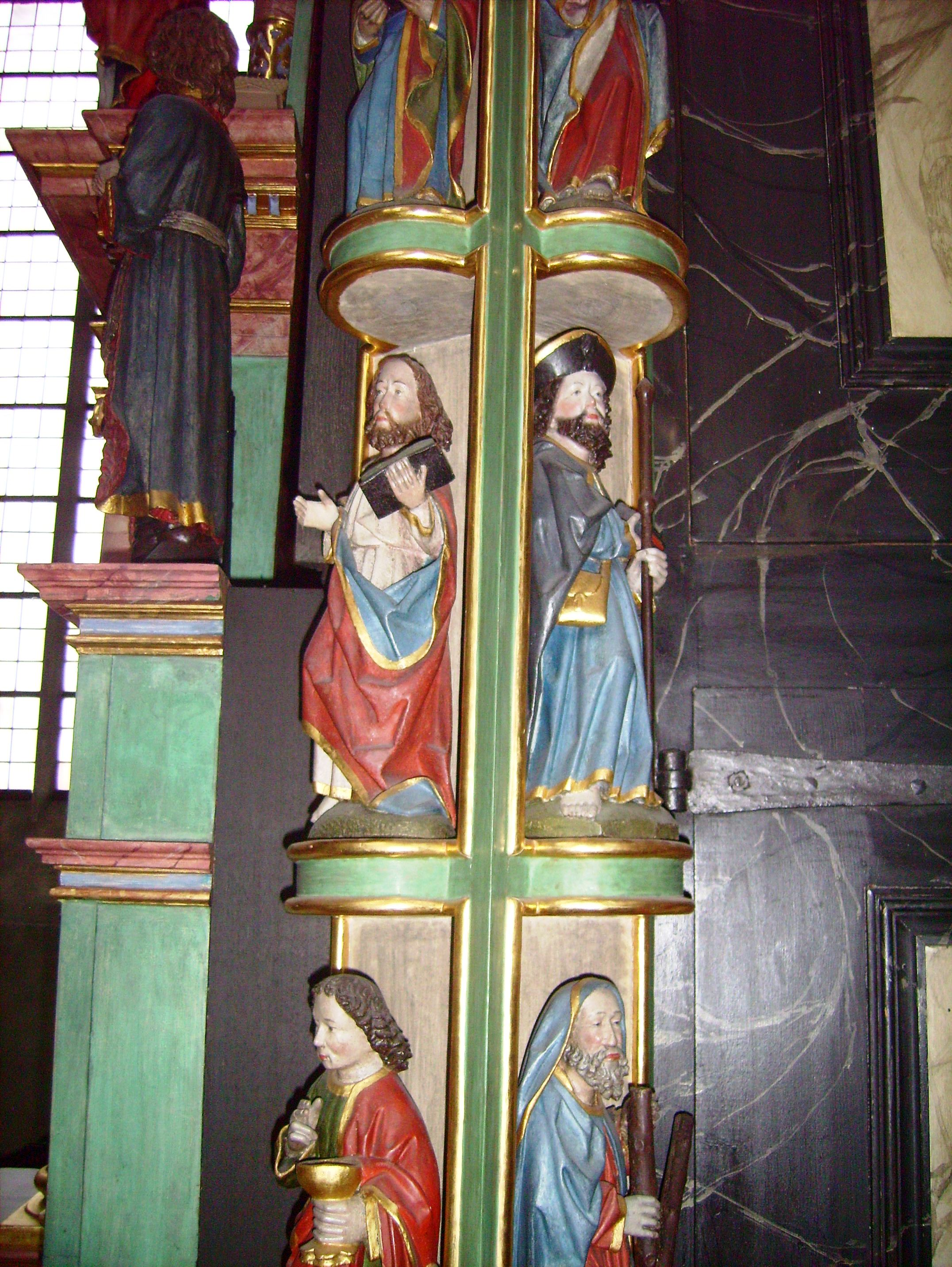
Spätgotische Apostelfiguren am Johannesaltar auf der Nonnenempore
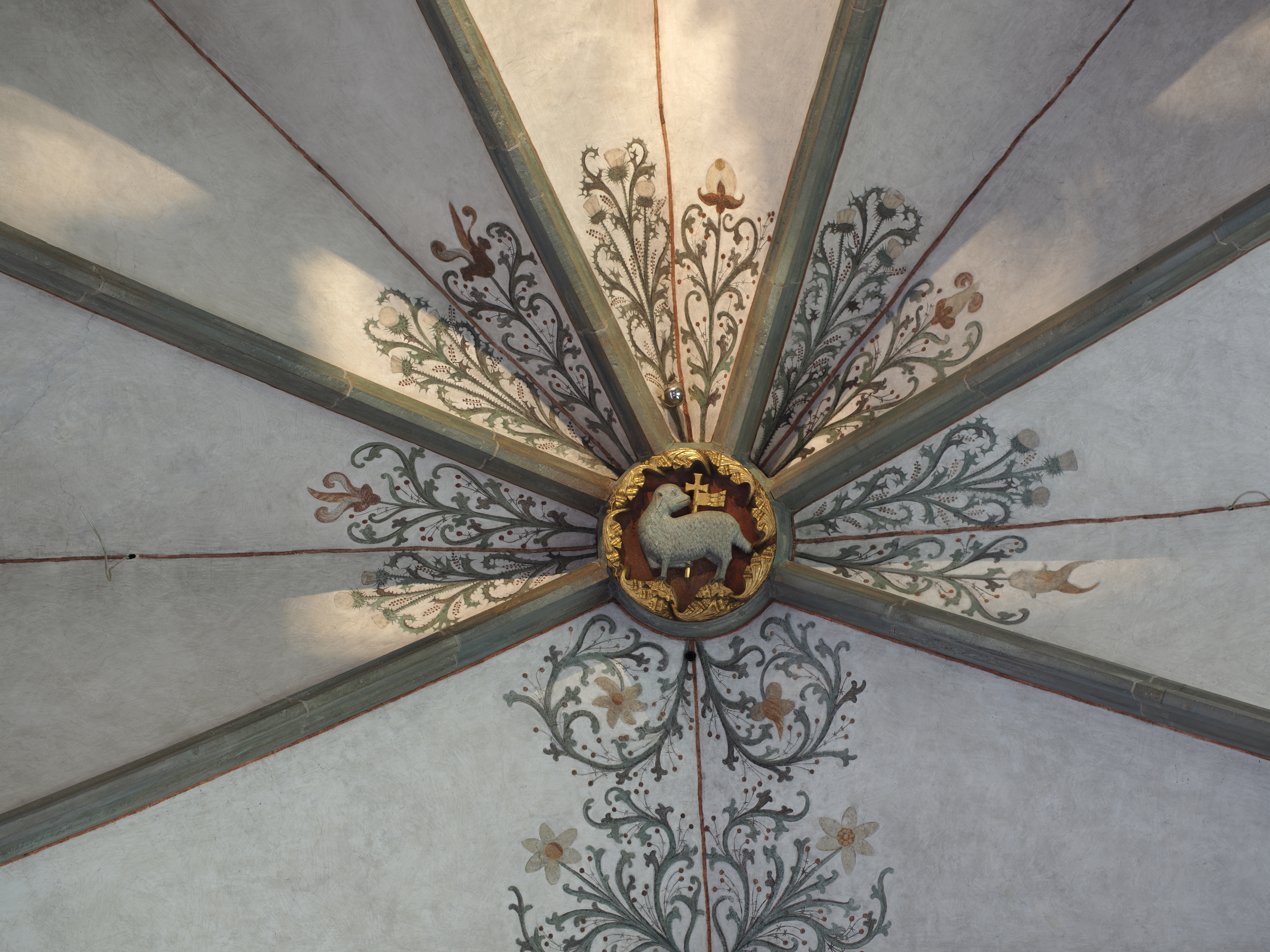
Schlussstein im Chorgewölbe über dem Altar

### Orgel

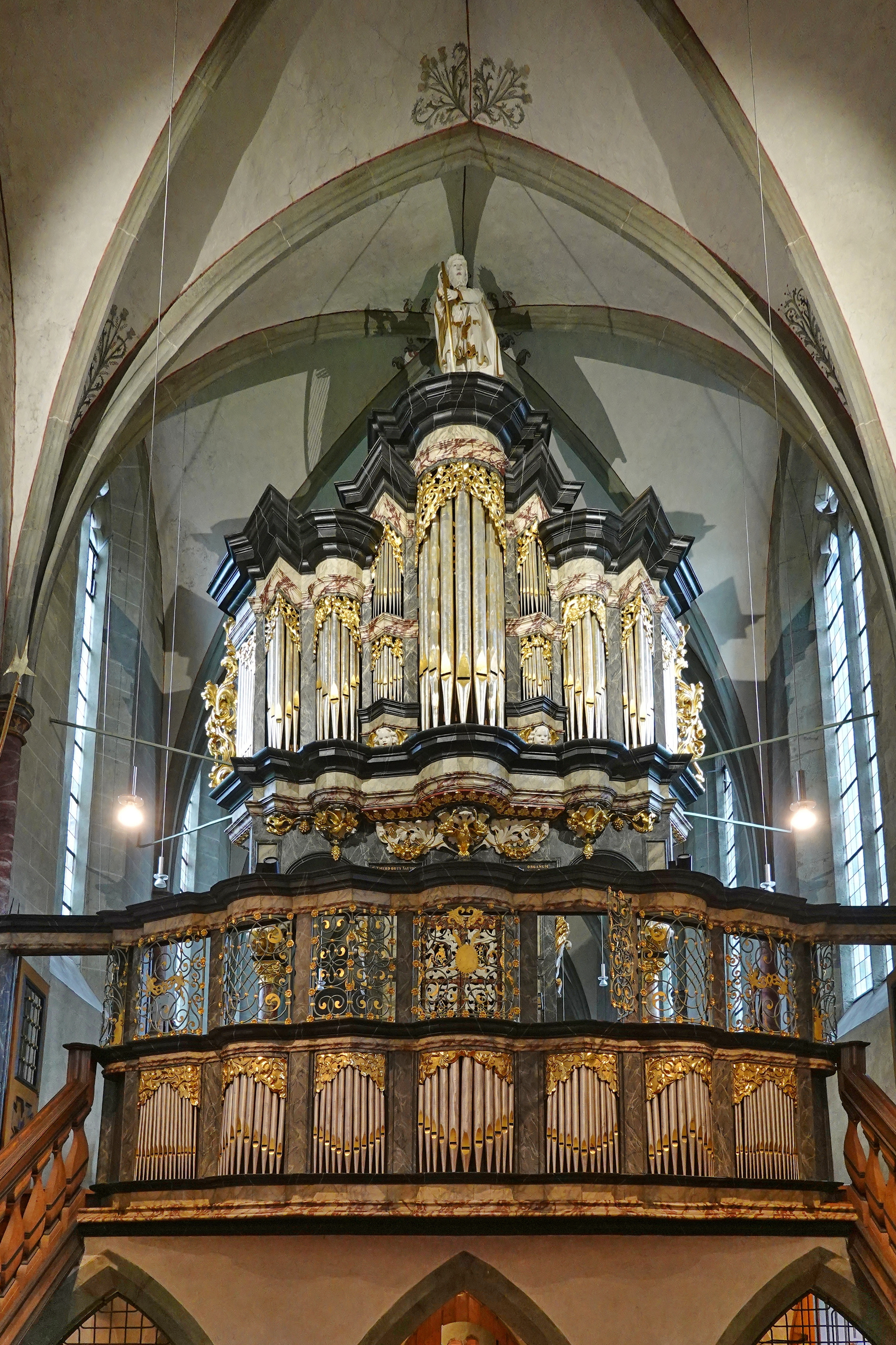
Orgel (barocker Umbau durch Johann Berenhard Klausing, Orgelprospekt von Wilhelm Spliethoven)

Zum ersten Mal wurde in einer Memorienstiftung des Dompropstes Wilhelm Freseken eine Orgel, wohl in Form einer Schwalbennestorgel, in Oelinghausen erwähnt. Allerdings sagt die Quelle nichts dazu aus, dass diese von Freseken gestiftet worden sei, wie teilweise behauptet wurde. Das Orgelwerk wurde im Jahr 1499 erweitert. Zu dieser Zeit gab es vermutlich schon eine größere zweite Orgel. Im Jahr 1585 war eine Springladenorgel mit zwei Manualen registriert. Am 2. Februar des folgenden Jahres überfielen niederländische Truppen des Martin Schenk von Nideggen das Kloster und zerstörten dabei auch die Orgel. Nach der Zerstörung des älteren Instruments stiftete der Paderborner Fürstbischof Theodor von Fürstenberg im Jahr 1599 seiner Schwester und Priorin Ottilia zwei neue Orgeln. Die neue Orgel baute Marten de Mare an der Stelle, an der sie auch heute noch steht, und verwendete das ihm zur Verfügung stehende, 1586 nicht zerstörte Material der Vorgängerorgeln. Johann Berenhard Klausing aus Herford begann im Jahr 1713 an der Orgel mit Erneuerungs- und Erweiterungsarbeiten. 1717 waren Klausings Arbeiten abgeschlossen. Der Orgelprospekt wurde von Spliethoven und La Ruell geschaffen. Das Besondere an der Orgel in Oelinghausen ist, dass die meisten Pfeifen seit 1599 beziehungsweise 1717 unverändert erhalten blieben. Die Stimmen von 1599 sind dabei besonders bemerkenswert, weil sie in dieser Form in Deutschland und dem benachbarten Ausland kaum noch zu finden sind. Die Tafelgemälde an der Orgelrückwand gehen auf die ursprünglichen Flügeltüren De Mares zurück. In den Jahren 2000 bis 2002 wurde das Instrument durch die Schweizer Firma Orgelbau Kuhn mit finanzieller Unterstützung des Freundeskreises Oelinghausen e. V. (gegründet 1983) umfassend restauriert und rekonstruiert, wobei der Zustand von 1717 maßgeblich war.
Die Orgel hat folgende Disposition:
| I Hauptwerk CD–c3       |       |     |
| Bardun                  | 16′   | M   |
| Praestant               | 8′    | M   |
| Rohrflaute              | 8′    | K   |
| Octava                  | 4′    | A   |
| Flaute Duse             | 4′    | K   |
| Spitzflaute             | 2′    | A   |
| Sexquialtera III        | 2 ⁄3′ | M/K |
| Mixtur IV               | 2′    | M   |
| Cimbal III              | 1 ⁄3′ | K   |
| Trompett (Bass/Discant) | 8′    | R   |

| II Brustwerk CD–c3 |    |     |
| Gedact             | 8′ | K   |
| Octava             | 4′ | M   |
| Duesflöt           | 4′ | K   |
| Octav              | 2′ | A/R |
| Mixtur III         | 1′ | A/R |

| Pedal CD–d1 |     |   |
| Subbass     | 16′ | R |
| Octava      | 8′  | R |
| Octav       | 4′  | R |
| Posaun      | 16′ | R |

A = unbekannter Orgelbauer vor 1586
M = Marten de Mare (1599)
K = Johann Berenhard Klausing (1717)
R = Rekonstruktion Orgelbau Kuhn (2002)
- Koppeln: II/I (Schiebekoppel); I/P.
- Tremulant für das ganze Werk
- Stern

Anmerkungen
1. ↑  Um 1555.
2. ↑  Köpfe und Kehlen von Hans Peter Mebold (1989) rekonstruiert.

### Weitere Gebäude

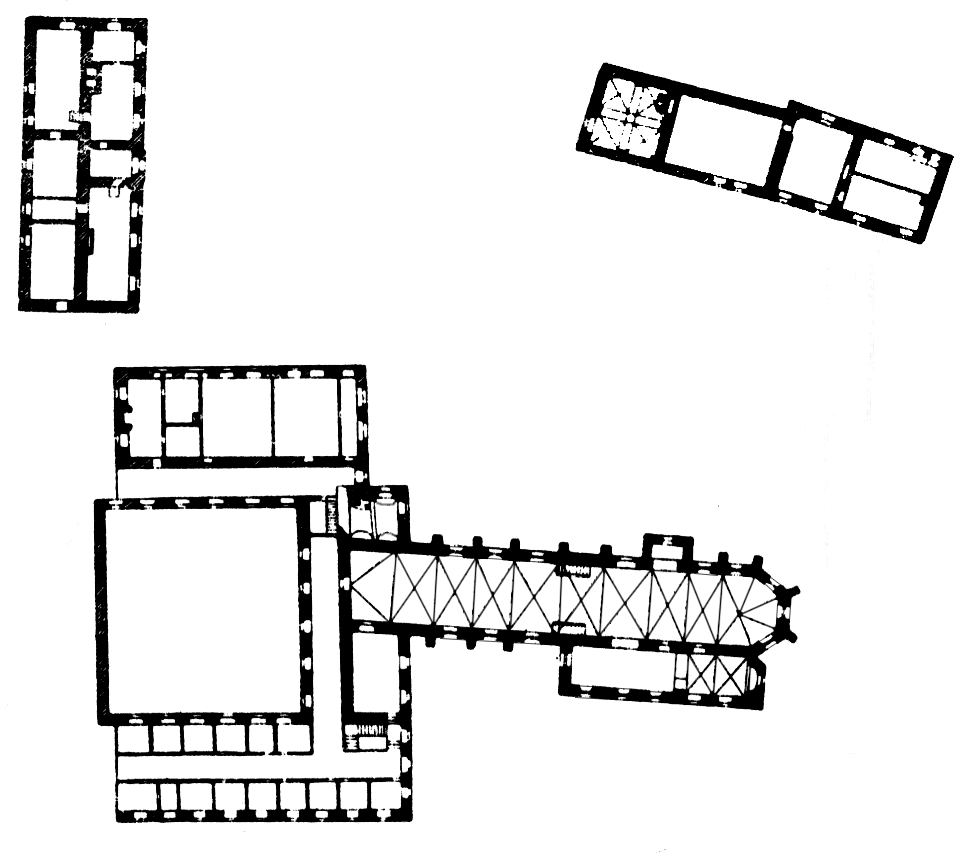
Grundriss und Lage der Kirche und der Klostergebäude, wahrscheinlich zur Zeit der Klosteraufhebung

Neben der Kirche sind von den früheren Klostergebäuden nur wenige erhalten. Nach der Aufhebung des Klosters abgebrochen wurde etwa das Torgebäude. Ebenso nicht erhalten ist die aus dem 14. Jahrhundert stammende Michaelskapelle im Eingangsbereich des Klosters. Auch das Hospital ist nicht mehr vorhanden.
Das eigentliche Klostergebäude war im Westen an die Kirche angebaut. Der letzte Bau hatte drei Flügel. Davon sind jedoch nur der östliche und der südliche Flügel erhalten. Der nördliche Flügel wurde nach der Säkularisation abgebrochen. Das Klostergebäude wurde zu Anfang des 18. Jahrhunderts errichtet. Es ruht allerdings auf den Grundmauern der Vorläuferbauten. So sind im Keller zwei Kamine erhalten. Davon trägt einer das Wappen und die Lebensdaten Ottilias von Fürstenberg. An der Stelle des ehemaligen Nordflügels wurde zu Beginn des 20. Jahrhunderts ein Wirtschaftsgebäude errichtet. Dieses steht unter Denkmalschutz und beherbergt heute das Klostergartenmuseum. Im Südwesten von Kirche und Konventsgebäude steht ein Fachwerkhaus. Von einigen wird es als „Schäferhaus“ bezeichnet, andere sehen in ihm eines der Einzelwohnhäuser aus der Zeit des Damenstifts. Unmittelbar rechts vor dem sogenannten Schäferhaus befindet sich die ehemalige „Oberförsterscheune“, ein Gebäude mit Grundmauern aus dem 16. Jahrhundert. Aufwendig restauriert beherbergt es heute eine Praxis für Ergotherapie einer der in Oelinghausen lebenden Stiftsdamen. Umgeben ist der Klosterbereich von einer 400 Meter langen denkmalgeschützten Mauer. Diese war früher etwa acht Meter hoch und war sogar mit Türmen versehen. Die Klostermauer ist Lebensraum für verschiedene Pflanzen und Tiere. Östlich der Klosterkirche liegt der rekonstruierte Klostergarten.
Zwar auf ehemaligem Klostergelände gelegen, gehört das Gut Oelinghausen, das im Besitz der Familie von Fürstenberg ist, heute nicht mehr zum eigentlichen Bereich des früheren Klosters. Teile des Guts sind ebenfalls denkmalgeschützt. Dazu gehören Toreinfahrten und ein Verwalterhaus, das während der wilhelminischen Ära mit Anklängen an den Jugendstil erbaut worden ist. Bemerkenswert ist auch das große Taubenhaus im Wirtschaftshof, das, obwohl erst im 19. Jahrhundert erbaut, an die alte Eigenwirtschaft des Klosters anknüpft.

## Personenlisten
| - Alegunte 1234 - Gysla, Gräfin von Altena 1270 - Alheidis, Gräfin von Arnsberg 1321 - Gertrudis 1350 - Sophia 1363 - Elzeke von Hattrope 1383–1419 - Sophia von Hanxleden 1429 - Cunegundis von Plettenberg gen. van der Molen 1430 - Katharina von der Becke 1452 - Margareta Vogedes 1463 - Christina von Müllesborn 1475 - Swenne des Quaden 1488–1505 - Ida von Hersel 1506 - Elisabeth von Dale 1510 - Margarete Schüngel 1517–1536 - Engela von Plettenberg 1537 - Maria von Schüngel 1548 - Hilberg Fridag 1569–1585 (resigniert) - Ottilia von Fürstenberg 1585–1621 (Äbtissin) - Anna von Fürstenberg 1621–26 (Äbtissin) - Elisabeth von Eickel 1626–34 - Helena von Plettenberg 1634 (Äbtissin) - Anna von Plettenberg 1637–1641 (Äbtissin) - Anna Christine von Böckenförde 1642 (Äbtissin) - Elisabeth Rham 1642–50 - Judith Brandis 1651–1667 - Elisabeth Brandis 1667–1679 - Theodora Catharina Schüngel 1683–1697 - Clara Christina Greving 1711 - Maria Theresia Schmitmann 1728 - Maria Katharina von Greving 1742–1770 - Maria Dorothea Wulf 1770–1789 - Maria Catharina Diez 1789–1804 | - Radolf (bis 1225 Prior) 1210–1238 - Dietrich 1241 - Adam 1242–1246 - Gottfried 1256–1275 - Ludolf 1279–1298 - Johann bis 1305 - Dietrich von Herrgottinchusen ab 1305 - Gerwin 1308–1318 - Rutger Moylike 1318–1347 - Gerhard von Ramsbeck 1348–1356 - Gerhard von Warrendorf 1357–1367 - Bernhard von der Horst 1367–1385 - Johann von Mengede 1386–1396 - Gottfried von Plettenberg 1398–1410 - Arnt Wulf 1410–1416 - Bernd Schmeling 1417–1424 - Heidenreich Jomme 1425–1441 - Hermann Rost 1442–1451 - Heidenreich von Plettenberg 1452–1459 - Johann Vridag 1463–1483 - Heinrich von Rhemen 1483–1505 - Dietrich Hüls 1506–1511 - Ludolf Werminghausen 1513–1516 - Heinrich von Schorlemer 1518–1528 - Hermann von Neuhof 1529–1531 - Gottfried von Ulfte 1533–1539 - Vakanz - Johann Sundag 1552–1561 - Heinrich von Werne 1563–1565 - Kaspar von Schorlemer 1565–1572 - Vakanz - Andreas von Varssem 1577–1581 - Vakanz | (Fortsetzung Pröpste) - Lambert Topp 1642–1650 - Engelbert Carthaus 1651–1654 - Christian Biegeleben 1655–1678 - Nikolaus Engel 1678–1697 - Wilhelm Schmidtmann 1697–1704 - Theodor Sauter 1704–1732 - Bernhard Heldt 1732–1736 - Friedrich Hense 1737–1740 - Maximilian Schlankert 1740–1741 - Johann Rinnhoff 1741–1768 - Stephan Mense 1768–1780 - Augustin Schelle 1780–1789 - nicht wieder besetzt |